# Зал славы и музей кантри
Зал славы и музей кантри (англ. Country Music Hall of Fame and Museum) — один из крупнейших и наиболее активных мировых центров исследования популярной музыки и крупнейшее в мире хранилище артефактов кантри.
Помимо музейной и выставочной деятельности учреждение осуществляет управление историческими объектами, издаёт редкие музыкальные и видеозаписи, выпускает книги, разрабатывает учебные материалы, оказывает образовательные и консалтинговые услуги, связанные с музыкой кантри и смежными жанрами. Также организация ежегодно проводит церемонию посвящения профессионалов кантри-индустрии в Зал славы кантри. Бронзовые портреты-барельефы музыкантов и менеджмента, удостоенных этой почести, выставлены в специальной ротонде.
Изначально музей выполнял в основном популяризаторскую функцию: содержание его экспозиции определялось не образовательными целями, а маркетинговыми установками кантри-индустрии. Однако параллельно на цокольном этаже развивался исследовательский центр, ориентированный на академическое сообщество. C конца 1970-х годов научное и музейное подразделения объединили усилия — музыковеды стали активно участвовать в создании выставок, а развлекательные наработки музея применялись для воплощения в жизнь результатов их изысканий.
Учреждение находится в городе Нэшвилл, штат Теннесси, США и аккредитовано Американским национальным альянсом музеев. С момента своего основания управляется некоммерческой организацией Фонд музыки кантри. Прежде от имени Зала славы и музея кантри фонд проводил в основном выставочную и музейную деятельность, а научную, образовательную, издательскую и другие направления — от своего собственного. Сегодня все проекты фонда, как прошлые, так и текущие, объединены под единым лейблом Зала славы и музея кантри.

## История

### Предпосылки создания
Изначальный интерес кантри-индустрии в сохранении и продвижении истории жанра был основан на давно сложившейся маркетинговой политике, в центре которой был упор на историчность и ностальгию. Однако в конце 1950-х — начале 1960-х годов документирование и распространение истории жанра стало важным для индустрии и новообразованной Ассоциации музыки кантри (CMA) также по нескольким другим причинам. Стилистические изменения, связанные с появлением Нэшвилл-саунда, сделали жанр в глазах многих поклонников и диджеев неотличимым от поп-музыки. Данное обстоятельство породило многочисленные неясности относительно того, какую музыку стоит или не стоит включать в понятие кантри. Исторический подход позволял снять эти неопределенности и вместо того, чтобы навязывать четкие стилистические критерии, представлял в качестве кантри любую музыку, которая успешна в рамках соответствующей индустрии.
По мере концентрации кантри-индустрии в Нэшвилле, менеджмент стремился установить её автономию от остального музыкального бизнеса, и делал это в том числе через историю, подчеркивая связь жанра с данным городом и представляя региональный компонент как ключевой элемент его аутентичности. Тот, кто не был частью истории и культуры этого сообщества, просто не мог делать «настоящий» кантри. Также было важно увеличить число радиостанций, передававших такую музыку. Вещатели и рекламщики часто не были знакомы с жанром, и не видели в нём культурной и художественной значимости. Наглядная демонстрация народных корней современного кантри с одной стороны (особенно в свете популярности фолк-ривайвла у среднего класса и студентов) и параллельная иллюстрация его роста в коммерческую индустрию с другой, помогали снять упомянутые предубеждения. Вдобавок такая концепция истории кантри «из грязи в князи» на личном уровне апеллировала к основной аудитории жанра — мигрантам, которые сами переехали в города из сельских районов и стали там средним классом.
В то время фольклористы почти не уделяли внимание кантри, считая его искажённым вариантом народной музыки. Большинство музыковедов интересовались им ещё меньше, так как в основном исследовали партитуры и поэтому большая часть популярной музыки находилась вне их внимания. В связи с этим кантри-индустрии пришлось самой оценивать историю жанра и взаимодействовать с учёными, чтобы её задокументировать. Мотивация CMA в данном вопросе определялась комплексом целей, тесно связанных с её экономическими интересами, и сперва упор делался на канонизацию определённых индивидов, нежели на демонстрацию широкого социального и культурного контекста, в котором появился жанр. Работа велась с каждой целевой группой отдельно — через убеждение вещателей и рекламщиков, публикации в профессиональных изданиях для работников индустрии и мероприятия для поклонников. Такой рассеянный подход стал меняться, когда CMA решила создать не только зал славы, но и полноценный музей кантри, и перед ней встали задачи по кодификации истории жанра и курированию выставок.

### Учреждение музея и фонда
В 1961 году Ассоциация музыки кантри (CMA) учредила особую почесть за выдающийся вклад в развитие жанра — посвящение в Зал славы кантри. В отсутствие у ассоциации собственной публичной выставочной площадки, бронзовые портреты-барельефы награждённых первоначально демонстрировались в подвальном этаже Музея штата Теннесси. Впоследствии представителей CMA пригласили в Нью-Йорк, чтобы создать экспозицию о кантри для Всемирной выставки, запланированной в городе на 1964 год. Однако прибыв на место, оценив перспективы и затраты, комиссия ассоциации сочла проект нецелесообразным. Вместо временной выставки в Нью-Йорке, было решено увековечить историю кантри на постоянной основе в столице данного жанра — Нэшвилле, собрав в одном месте все артефакты, в том числе и бронзовые портреты посвящённых в Зал славы кантри. Таким образом, в 1963 году CMA официально анонсировала создание Зала славы и музея кантри.
Хотя деятельность CMA по продвижению кантри в то время выходила на пиковую мощность, сама ассоциация являлась профессиональным объединением и для управления музеем и ведения сопутствующей исследовательской и образовательной деятельности ей понадобилась специализированная структура. В 1964 году представителями музыкальной индустрии для этих целей была основана некоммерческая организация — Фонд музыки кантри. Основной её целью стал сбор, сохранение и обнародование артефактов и знаний, связанных с историей жанра. Кроме того, в ходе активной благотворительной кампании, фонд аккумулировал средства на строительство здания Зала славы и музея кантри, которое обошлось в $750 тыс. (эквивалент $5,8 млн в 2018 году). Церемония заложения первого камня состоялась 13 марта 1966 года. Архитектурно фасад объекта был стилизован под амбар с покатой крышей, чтобы подчеркнуть сельские корни кантри.
Одним из инструментов сбора денег на строительство стала «Аллея звёзд» перед входом в Зал славы и музей кантри. В числе официальных условий размещения звезды с именем артиста значилось пожертвование фонду минимум $1 тыс. (эквивалент $7,7 тыс. в 2018 году). Средства в итоге переводили сами артисты, иногда их близкие и фан-клубы. Оригинальная инсталляция содержала 78 имён. После окончания строительства аллея продолжила пополняться новыми именами по тому же принципу — теперь уже для поддержания образовательных программ фонда, его Библиотеки и Медиацентра. К 1995 году количество звезд достигло 269. Открылся музей 1 апреля 1967 года в районе Мьюзик-Роу на территории небольшого парка. С этого момента в нём стали выставляться экспонаты, а на верхнем ярусе одной из галерей появилась небольшая библиотека. В том же здании расположились офисы CMA и Фонда музыки кантри.

### Ранняя музейная деятельность
На входе посетителей встречал 25-минутный фильм о развитии кантри, в котором лидеры индустрии объясняли народные корни жанра, рассказывали истории успеха сформировавших его звучание музыкантов, вещателей и руководителей рекорд-компаний . В южном крыле располагалась галерея артистов с портретами, которые подсвечивались, когда звучала соответствующая песня. Северное крыло было посвящено прошлому — сельским универмагам, радиоприемникам Этуотер Кента и хрупким пластинка из шеллака для заводных фонографов. В фойе музея находились портреты-барельефы посвящённых в Зал славы кантри. Наиболее популярной выставкой являлась коллекция артефактов звёзд, размещённая в декорация провинциального городка с деревянными настилом, подъездами и окнами магазинчиков. В ней были представлены, например, личные вещи Пэтси Клайн и Джима Ривза, в том числе фрагменты самолёта, на котором разбились Клайн, Ковбой Копас и Хэнкшоу Хокинс. С момента открытия и до конца 1967 года музей посетили 70 тыс. человек, не считая школьных экскурсий.
Хотя формально CMA и Фонд музыки кантри являлись независимыми организациями, на деле они были тесно связаны практически идентичным составом правлений и единым исполнительным директором в лице Джо Уокер-Мэдор. В связи с этим подход к истории кантри во многом определялся коммерческими приоритетами CMA. Экспозиции формировались без музыковедческой экспертизы правлением фонда и компанией Jenter Exibits, специализировавшейся на бизнес-выставках и ярмарках. Согласно изначальной задумке, музей должен был не только демонстрировать экспонаты, связанные с кантри и его персоналиями, но и прослеживать историю жанра с момента его зарождения. На практике же выставки не содержали интерпретаций экспонатов или исторического контекста и были нацелены не столько на объяснение истории, сколько на сакрализацию звезд и формирование у посетителей чувства личной причастности и связи с прошлым. Данный подход апеллировал к поклонникам и помогал им заполнить пробелы в знаниях, но не позволял изучить историю кантри человеку, совершенно не знакомому с жанром.
Тем не менее, правление пыталось оформить в музее контуры исторического повествования. Так, была создана выставка о первопроходцах кантри-индустрии: бизнесменах, продюсерах и A&R-менеджерах, повлиявших на формирование и развитие жанра. Однако она тут же наглядно продемонстрировала ряд ограничений для музея. Например, включение артиста в экспозиции считалось почти аналогом посвящения в Зал славы кантри и музей не мог наполнять их по своему усмотрению. Поскольку CMA продвигала идеи самостоятельности и особого пути кантри, отвергались всякие попытки показать связи кантри и его представителей с другими жанрами. Наконец, данная выставка столкнулась с проблемой подачи посетителям музея «скучных» управленческих персон. В итоге было решено тематически связывать их с популярными артистами: помещать в интересные публике диорамы и реконструкции, например, в виде старого музыкального магазина. Данный подход заложил ставшую доминирующей в музее с 1980-х — 1990-х годов концепцию: он должен быть не только информативным, но и развлекательным.
В 1970 году правление решило обеспечить Фонду музыки кантри интеллектуальный авторитет, наняв руководителя из академической среды. Таким образом, Джо Уокер-Мэдор, полностью сосредоточилась на работе в ассоциации, а исполнительным директором в 1971 году стал библиотекарь музея — историк, этномузыковед и фольклорист Билл Айви. К 1972 году у фонда появилось независимое от CMA правление и персонал, со временем достигший 75 человек в режиме постоянной занятости. В итоге компании окончательно разделились, а в 1974 году ассоциация съехала из помещений музея. Заступив на должность, Айви начал активно развивать фонд как исследовательское учреждение. Период его руководства также характеризуется значительным ростом коллекции музея. В связи с этим, в 1974, 1977 и 1984 годах здание достраивалось, чтобы вместить новые экспонаты: костюмы, видеоплёнки, автомобили, музыкальные инструменты и прочее. Обратной стороной экспансии и упора на науку к концу 1970-х годов стали финансовые сложности в содержании музея и острая нехватка свободного места.
В 1973 году члены правления фонда, Текс Риттер и Джо Эллисон, обратились к Томасу Гарту Бентону, чтобы тот нарисовал для музея картину на тему истории кантри. Под экспертным кураторством Айви, художник создал работу «Истоки музыки кантри». На ней изображены представители американского народа, под влиянием которых сформировался жанр: исполнители англо-американских баллад и церковных гимнов; скрипачи, аккомпанирующие танцорам сквэр-дэнс; афроамериканец с банджо и ковбой с гитарой, отражающие соответственно роль блюза и вестерна. По просьбе правления центром картины были сделаны именно поющие, а не танцующие герои и добавлен мчащийся поезд с паровозом. Трёхметровое полотно было закончено менее, чем за год, став последней картиной Бентона и с тех пор выставлено в музее. В 1977 году в распоряжение музея поступила и стала доступна для экскурсий и обучения RCA Studio B — колыбель Нэшвилл-саунда, в которой также регулярно записывался Элвис Пресли. В этот период музей ежегодно посещали уже около 500 тыс. человек.

### Исследовательский центр
На протяжении первой декады музей управлялся ориентированным на индустрию правлением, обеспечивая фрагментарную подачу истории в рамках популяризаторской миссии CMA. Однако то же время появился ряд инициатив, ориентированных на совершенно иную аудиторию — ученых и интеллектуалов, которые ранее отвергали кантри как элемент массовой культуры. Первая из таких инициатив — создание Библиотеки и Медиацентра, ставших механизмом сохранения, исследования и распространения истории кантри. Эти и последующие проекты обеспечили Фонду музыки кантри культурный авторитет, чего один только музей сделать не мог. Библиотеку и исследовательский центр решили включить в здание ещё на этапе проектирования. Хотя часть правления выступала против, автор этой инициативы, Джо Эллисон, убедил коллег в необходимости такого подразделения. По его задумке, исследование истории кантри должно было помочь жанру утвердиться в качестве самостоятельной культурной формы и разрушить его образ как индустрии, которая зарабатывает деньги, но не делает вклад в американскую культуру. Поскольку основой маркетинга кантри всегда являлись его народные корни, такой подход создавал почву для изучения истории кантри студентами, особенно с учётом популярности в университетской среде фолк-ривайвла.
После окончания строительства цокольного этажа, на нём в 1971 году появились полноценные Библиотека и Медиацентр. Их торжественное открытие состоялось в 1972 году. Туда вошли пластинки, книги, периодические издания, партитуры, песенные сборники, фотографии, деловые документы и прочие материалы. Тесная связь фонда с артистами и кантри-индустрией обеспечивала практически неограниченный доступ к источникам, а корпоративная поддержка и стабильный доход от музея позволили собрать одну из крупнейших мировых коллекций артефактов и документов популярной музыки. Библиотека и Медиацентр стали площадкой для исследования кантри учёными, студентами и журналистами со всего мира, а её сотрудники также готовили справки по запросам продюсеров, артистов, телевидения, радио, рекорд-лейблов, профессиональных изданий и других заинтересованных лиц. Подразделение имело в штате и собственных авторитетных учёных, которые публиковали свои изыскания в изданиях фонда и проводили экспертизу проектов для его клиентов. По итогам дискуссии о соотношении миссий библиотеки и музея, в то время было решено не пускать экскурсантов на цокольный этаж, дабы не отвлекать исследователей.
Наиболее успешной попыткой апелляции к академическому сообществу стал запуск в 1971 году издания The Journal of Country Music, которое развилось из информационного бюллетеня библиотеки, созданного годом ранее. В последующие 10 лет он стал изданием, в котором публиковались практические все известные учёные того времени, занимающиеся кантри, а также музыкальные журналисты и эксперты музея. Это упрочило вес учреждения в академической среде и обеспечило уникальную площадку для обмена знаниями и дебатов между этими тремя категориями авторов и сильно контрастировало с ограничительным подходом к жанру в самом музее. В этот период также появилось издательство Country Music Foundation Press — некоммерческое и академическое, по задумке Билла Айви. Однако правление, ориентировало его на прибыль и более широкую аудиторию. Издательство выпустило ценные каталоги инструментов Gibson и Martin 1920-х и 1940-х годов, иллюстрированную дискографию Билла Монро, биографию Джимми Роджерса, автобиографию Альтона Делмора и ряд других проектов. Но попытки совместить идеи Айви и ожидания правления не увенчались успехом. С 1977 года издательство из-за сложности с финансами почти 10 лет не выпускало книг.
В основу Медиацентра легли 13 тыс. ранних записей музыки кантри периода до Второй мировой войны, выкупленные музеем в 1972 году у историка и коллекционера Боба Пинсона. Сам он годом позже возглавил в музее отдел приобретения. По мере роста музыкального архива музея за счёт покупки или пожертвований новых записей, его материалы и экспертиза стала широко востребованы крупными рекорд-лейблами. После ряда успешных проектов, музей решил создать собственный лейбл — Country Music Foundation Records. Впоследствии были налажены тесные и взаимовыгодное отношения с крупными лейблами, результатом которых стали десятки ретроспективных альбомов и сборников. Иногда их выпускали коммерческие лейблы, а иногда собственный лейбл музея. Обычно это был исторически значимый и ранее неиздававшийся материал — демозаписи Хэнка Уильямса или записи радио-выступлений The Louvin Brothers. В Медиацентре также открылся отдел реставрации аудиозаписей, занимавшийся подготовкой материала для последующего издания. К середине 1980-х годов появились проекты реализованные музеем от начала и до конца — основанные на принадлежавших ему материалах, подготовленные и выпущенные на собственном лейбле.
Помимо этого, в 1970-е годы появился образовательный департамент, занимавшийся разработкой и ведением учебных программ сначала в школах штата Теннесси, а затем Джорджии и Кентукки. Был запущен курс устной истории, составленный из интервью со значимыми деятелями кантри-индустрии. В целом же в течение 1970-х годов Библиотека и Медиацентр являлись главным инструментом утверждения культурной ценности жанра, в то время как музей воодушевлял поклонников и обеспечивал индустрии площадку для чествования её представителей. В 1960-е и 1970-е годы исследования и экспертиза редко затрагивали экспозиции музея. Билл Айви вспоминал, что сам тоже был полностью сосредоточен на библиотеке, а музей рассматривал лишь как источник средств на её развитие.

### Объединение музея и научного центра
К концу 1970-х годов в связи с экономическим кризисом в музее начался спад посещаемости и появилась необходимость в расширении площади. На этой почве проступили финансовые проблемы Фонда музыки кантри. Организация не имела материальной поддержки академической среды или государства — двух традиционных источников финансирования исследовательской и образовательной деятельности — и поэтому нуждалась в самоокупаемости. Исходя из этих реалий, Билл Айви решил, что фонд должен заниматься скорее массовым просвещением, нежели только наукой. Был принята новая концепция: сочетание академической точности исследовательского центра и популярной подачи музея, привлекательной для широкой аудитории. Это обеспечило музею свободу действий — научный подход больше не требовал дистанцирования от коммерции. Исследовательский персонал в 1980-е и 1990-е годы начал активно участвовать в создании экспозиций музея: подача материала стала более целостной и исторически-ориентированной. Появились новые галереи, посвящённые поджанрам кантри — хонки-тонку, блюграссу и вестерн-свингу. Одновременно популяризаторские подходы музея стали применяться в сферах, где прежде доминировали исследователи.
Например, The Journal of Country Music в 1979 году впервые вышел с глянцевой цветной обложкой. На его страницах соседствовали интервью с популярным кантри-исполнителем Доном Уильямсом и научные эссе о творчестве Фиддлин Джона Карсона, женщинах в рокабилли и релизах олд-тайм лейбла Edison Records. В следующих номерах издание ещё дальше двинулось в сторону массовой аудитории с публикациями журналистов и неакадемических авторов, таких как Рой Блант-младший, Чет Флиппо, Ник Тошес и Эллис Насур, которые однако сочетались с материалами учёных — Билла Малоуна и Уэйна Дэниэла. В дальнейшем контент журнала в основном создавался журналистами и персоналом Зала славы и музея кантри с небольшим вкладом традиционных учёных. Это позволило затрагивать такие темы как расовые проблемы и сексуальная ориентация в кантри уже в 1990-е годы, тогда как чисто академическое издания начали уделять им внимание лишь в 2010-е. Новую концепцию переняло и издательство Country Music Foundation Press, вернувшееся к выпуску книг после 10-летнего перерыва.
В 1987 году Зал славы и музей кантри был аккредитован Американским национальным альянсом музеев. Тогда же он начал управлять старинной типографией высокой печати Hatch Show Print — историческим объектом и действующим предприятием, основанным в 1879 году и знаменитым своими афишами для звёзд кантри и рок-н-ролла. В 1992 году компания Gaylord Entertainment пожертвовала типографию музею, а меценаты Дэн и Маргарет Мэддокс поступили также с RCA Studio B. В 1997 году президент США Билл Клинтон представил Билла Айви на должность председателя Национального фонда искусств. В 1998 году его кандидатуру одобрил американский Сенат. Новым исполнительным директором Фонда музыки кантри стал филолог Кайл Янг, начавший карьеру в Зале славы и музее кантри ещё 1976 году студентом с летних подработок билетёром, а с 1983 по 1997 год курировавший издательство, рекорд-лейбл и мерчандайзинг.

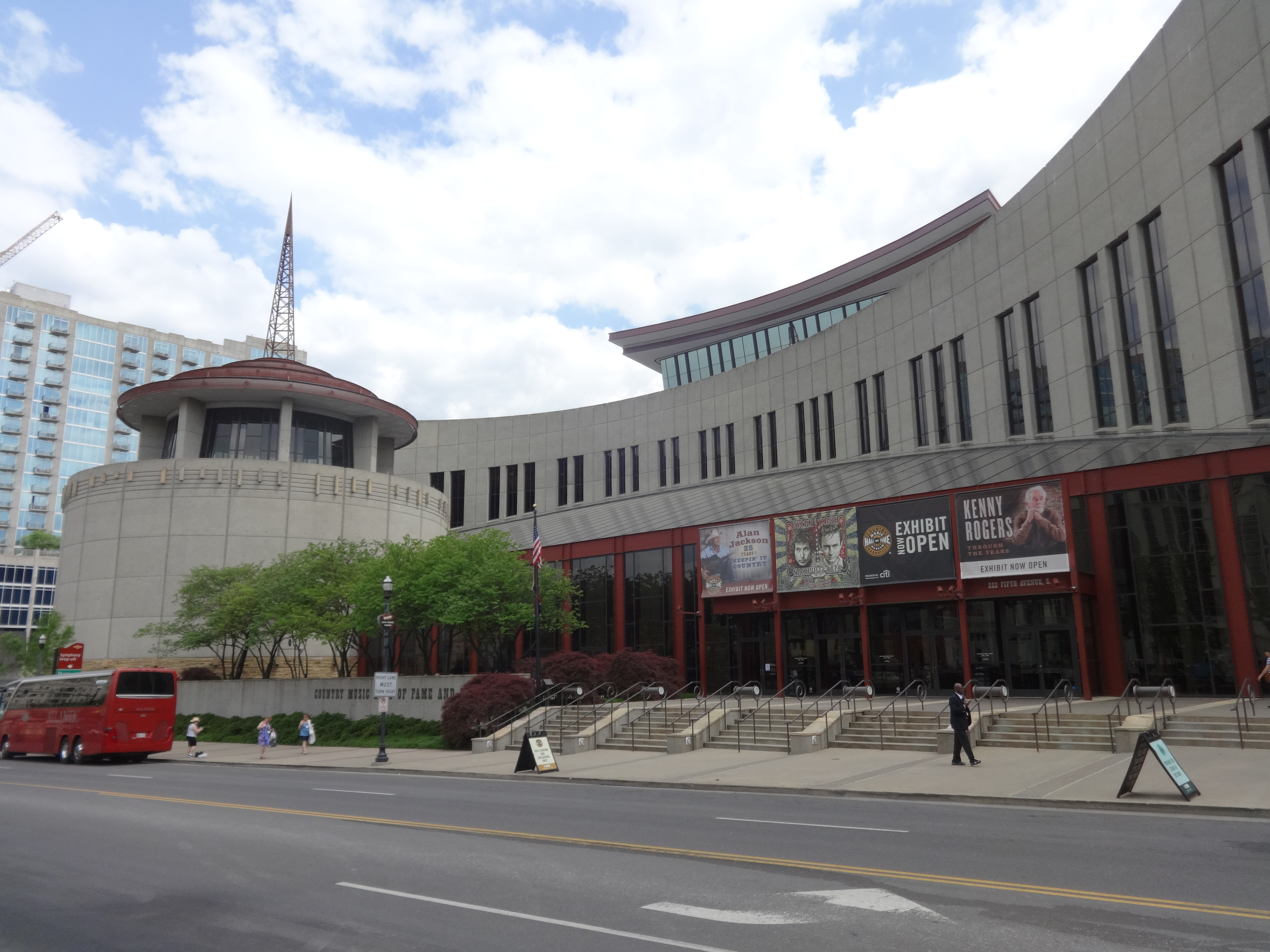
Ротонда и центральный вход в новое здание Зала славы и музея.

В 2001 году Зал славы и музей кантри по итогам благотворительной кампании переехал в новое здание площадью более 12 тыс. м². и стоимостью свыше $37 млн. Как и оригинальное строение, оно имело концептуальный дизайн: в зависимости от угла обзора напоминало басовый ключ, клавиатуру фортепиано и плавники автомобилей Cadillac 1950-х годов. Старое здание отошло компании BMI и было снесено в том же году. Музей стал центром нового района развлечений, туризма и искусств на южном Бродвее, спроектированного ещё в 1990-е годы с учётом этого переезда. Для Зала славы кантри в новом музее была возведена специальная Ротонда. После переезда концепция музея раскрылась наиболее полно. Сочетание туристического и исследовательского центра подчеркивалось в планировке здания — Фонд музыки кантри отказался от предложения властей разместить музей и Библиотеку с Медиацентром в разных районах города и реализовал отвергнутую в 1970-е годы идею «библиотека за стеклом», когда посетители могут наблюдать за работой архивного персонала и кураторов выставок.
Переезд музея позволил впервые реализовать целостное историческое повествование в рамках центральной выставки об эволюции кантри Sing Me Back Home: A Journey Through Country Music, созданной усилиями музейного, исследовательского, преподавательского и кураторского персонала. Музей смог сформировать более широкой и гибкий подход к истории кантри, уйти от маркетинговых установок индустрии и канонизаторской роли, продиктованной изначально «Залом славы кантри». Экспозиции теперь показывали связь кантри с другими жанрами и рассказывали об альтернативном Нэшвиллу центре данной музыки — Остине. Музей стал уделять внимание не только культурной, но и социальной истории жанра — контактам артистов с поклонниками, роли музыки в изменении расовых взаимоотношений на Юге США после Второй мировой войны и в эпоху движения за гражданские права. История жанра кантри в экспозициях музея больше не приравнивалась к истории кантри-индустрии.
В 2002 году политик, музыкант и бизнесмен Майк Кёрб выкупил у музея RCA Studio B за $650 тыс., отреставрировал её и передал обратно учреждению в аренду на вечно за символический доллар в год. В этот период многие выставки Зала славы и музея кантри, изданные им книги и редкие записи получили широкое признание, включая две премии «Грэмми» в категории «Лучший исторически значимый альбом». Его известность как искусствоведческого учреждения выросла благодаря организованным им мероприятиям в Центре исполнительского искусства имени Джона Кеннеди и Белом Доме. С 2005 года по инициативе Винса Гилла и Кита Урбана проводится ежегодный благотворительный концерт All for the Hall (в Нью-Йорке, Лос-Анджелесе и Нэшвилле) в поддержку музея и его образовательных программ.

### Дальнейшее развитие и текущий статус

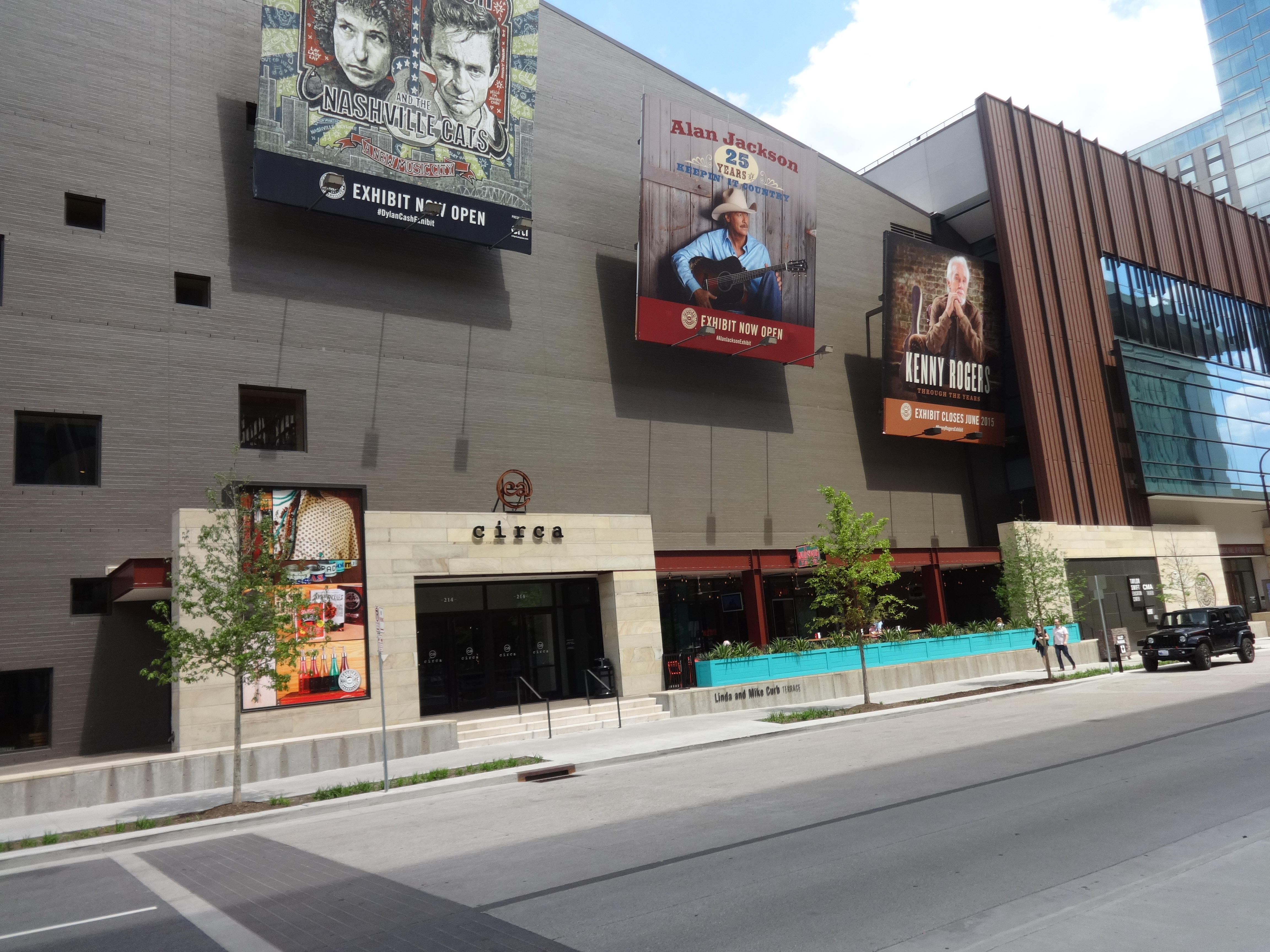
Вид здания Зала славы и музея кантри с правого торца (5-я авеню).

В 2010 году из-за наводнения в штате Теннесси, музею был причинён ущерб на несколько миллионов долларов. В частности, были повреждены концертный зал Ford Theater и ротонда Зала славы кантри. Однако учреждение смогло оперативно восстановиться. В 2011 году стартовала финансовая кампания по сбору $100 млн с целью дальнейшего расширения площади музея ещё на 19 тыс. кв м. В рамках этой акции в 2012 году певица Тейлор Свифт пожертвовала учреждению $4 млн. Деньги в итоге пошли на создание детского образовательного центра при музее, который был назван в честь певицы. В свою очередь CMA вложила ещё $10 млн, и на эти средства в музее был построен, в частности, концертный зал CMA Theater на почти 800 мест. Благотворительная кампания прошла успешно и в 2014 году после реконструкции площадь музея увеличилась до 32,5 тыс. кв. м.
В инфраструктуру музея также был интегрирован отель Omni Hotel, с трёх этажей которого можно напрямую попасть в выставочные залы. Это стало одной из главных причин резкого роста посещаемости музея с 670 тыс. человек в 2013 году до 970 тыс. в 2014 году. В следующем году данный показатель уже превысил миллионную отметку. В 2017 году организация отметила свой 50-летний юбилей. В этот день цены на билеты были снижены до $1,50 — ровно столько они стоили на момент открытия музея 1 апреля 1967 года. Первые 5 тыс. посетителей получили памятные постеры, отпечатанные в типографии Hatch Show Print и могли самостоятельно добавить в них дополнительные цвета с помощью старинного типографского пресса. Как отмечает директор музея, Кайл Янг, сегодня у организации два главных приоритета — это оцифровка 2,7 млн экспонатов, чтобы сделать их более доступными широкой публике, и дальнейшее расширение образовательных программ музея. По состоянию на 2017 год в учреждении работало 355 сотрудников (190 в режиме постоянной занятости), а его посещаемость за год составила более 1,2 млн человек.

## Основные проекты и объекты

### Выставки

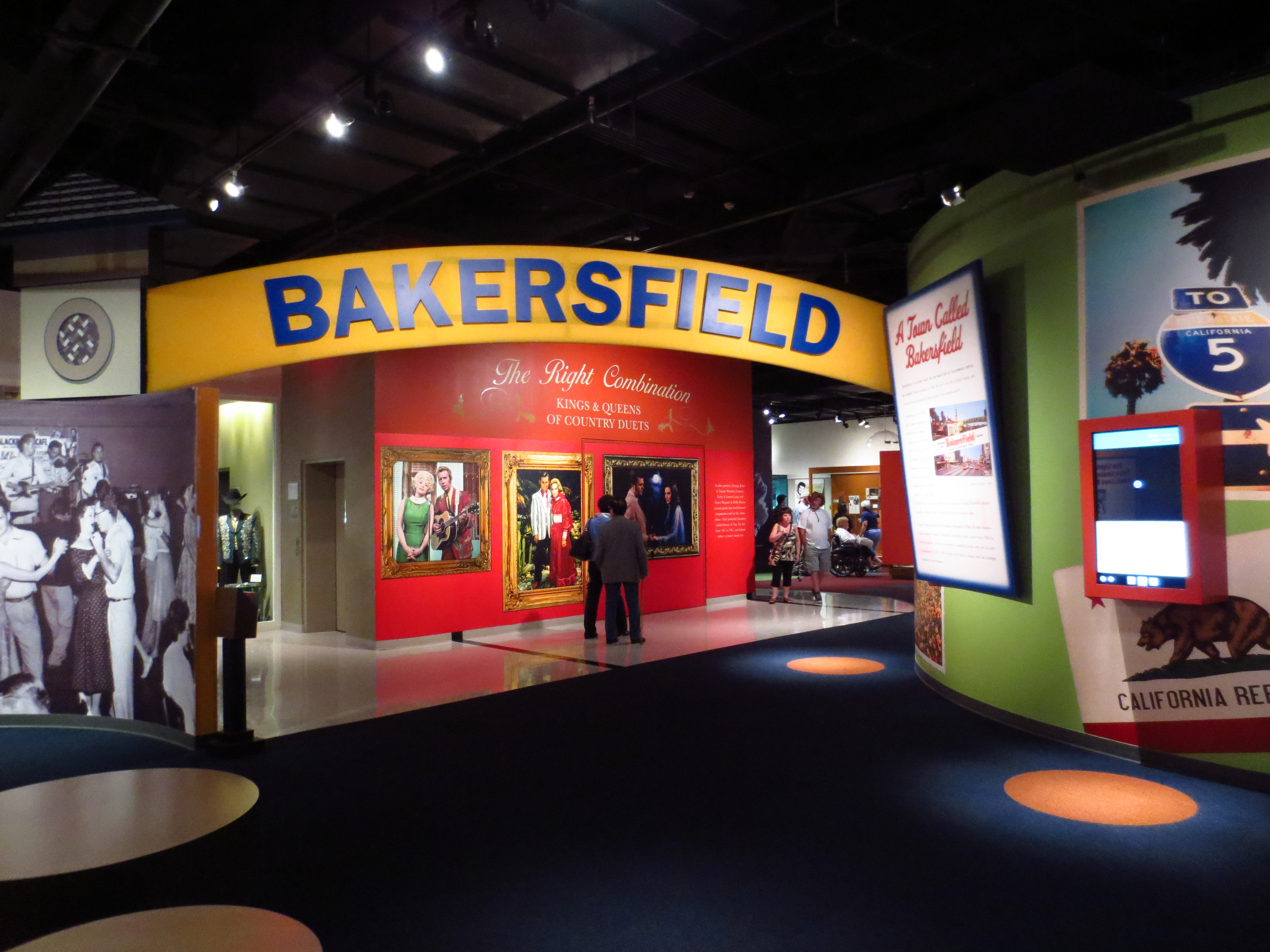
Вход на выставку о Бейкерсфил-саунд.

Выставки основаны на обширных ресурсах музея и библиотеки и служат образовательным и развлекательным целям, раскрывая современную кантри-сцену, а также историю кантри как искусства и музыкальной индустрии. Центральной и постоянной выставкой является Sing Me Back Home: A Journey Through Country Music, демонстрирующая развитие кантри от его народных корней и до текущего статуса индустрии международных масштабов. В её рамках показываются связи жанра не только с англо-американской, но и с афроамериканской музыкой, госпелом, церковными гимнами, Tin Pan Alley, поп- и рок-музыкой. Экспозиция Design Gallery позволяет посетителям наблюдать за тем, как кураторы и персонал музея готовят выставки и работают с экспонатами.
Другая постоянная выставка, ACM Gallery, посвящена современному кантри и экспонатам нынешних знаменитостей. Галеря представляетсобой высокотехнологичную игровую площадку с тачскрин-панелями, интерактивными играми, тестовыми заданиями, электронными профилями и возможностью создать табличку для Зала славы кантри со своим изображением. В ещё одной перманентной галерее Dinah and Fred Gretsch Family Gallery находится реплика гастрольного автобуса Тейлор Свифт, в котором расположена студия, где можно записать и микшировать свою песню, а также разработать обложку для диска. Снаружи неподалёку находится 15-метровая гитара, которая служит пособием для изучения конструкции этого инструмента и объектом для фотографирования.

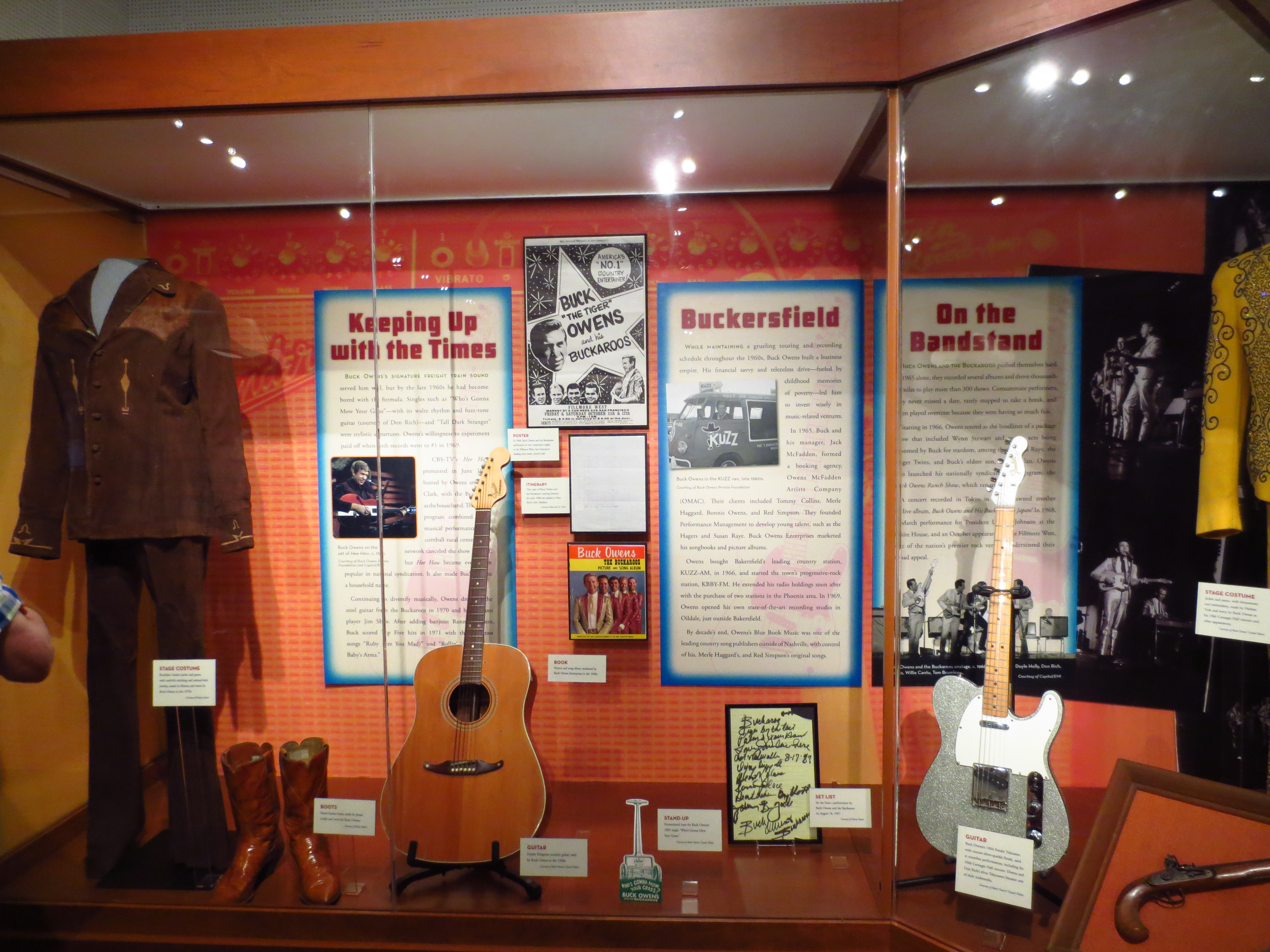
Фрагмент экспозиции, посвящённой Баку Оуэнсу.

Постоянные выставки дополняются временными, которые длятся обычно от года до полутора и посвящены артистам, оказавшим влияние на историю кантри. Такие выставки посвящаются как классикам вроде Хэнка Уильямса, Боба Уиллиса и Джина Отри, так и молодым артистам, таким как Кэрри Андервуд, Миранда Ламберт и Люк Брайан. Одной из популярнейших экспозиций последних лет стала Dylan, Cash, and the Nashville Cats: A New Music City (о знаменитых сессионных музыкантах Нэшвилла, мастерство которых привлекло в город артистов извне, например, Боба Дилана, Леонарда Коэна, Нила Янга, Пола Маккартни). Известность получил ряд других выставок: Outlaws & Armadillos: Country’s Roaring '70s (о движении аутло-кантри и проходившем в процессе культурном обмене между Нэшвиллом и Остином), а также American Currents (о современном кантри, событиях и артистах, определявших его развитие в прошедшем году).
Музей особенно подчеркивает преемственность между современной и прошлой музыкой кантри, объединяя в экспозициях молодых артистов с их предшественниками, проводя параллели между Мирандой Ламберт и Мерлом Хаггардом; Джейсоном Олдином и Греггом Оллманом; Брэдом Пейсли и Баком Оуэнсом. Многообразие и связь поколений в кантри подчеркивается и сочетанием артефактов: розовая гитара Gibson Миранды Ламберт и волынка Глена Кэмпбелла; блестящий топ и джинсовые шорты Кэрри Андервуд и костюм Грэма Парсонса с вышитыми на нём листьями марихуаны и обнажёнными женщинами. Одна из главных экспозиций музея — торжественная ротонда с бронзовыми барельефными портретами членов Зал славы кантри.

### Экспонаты

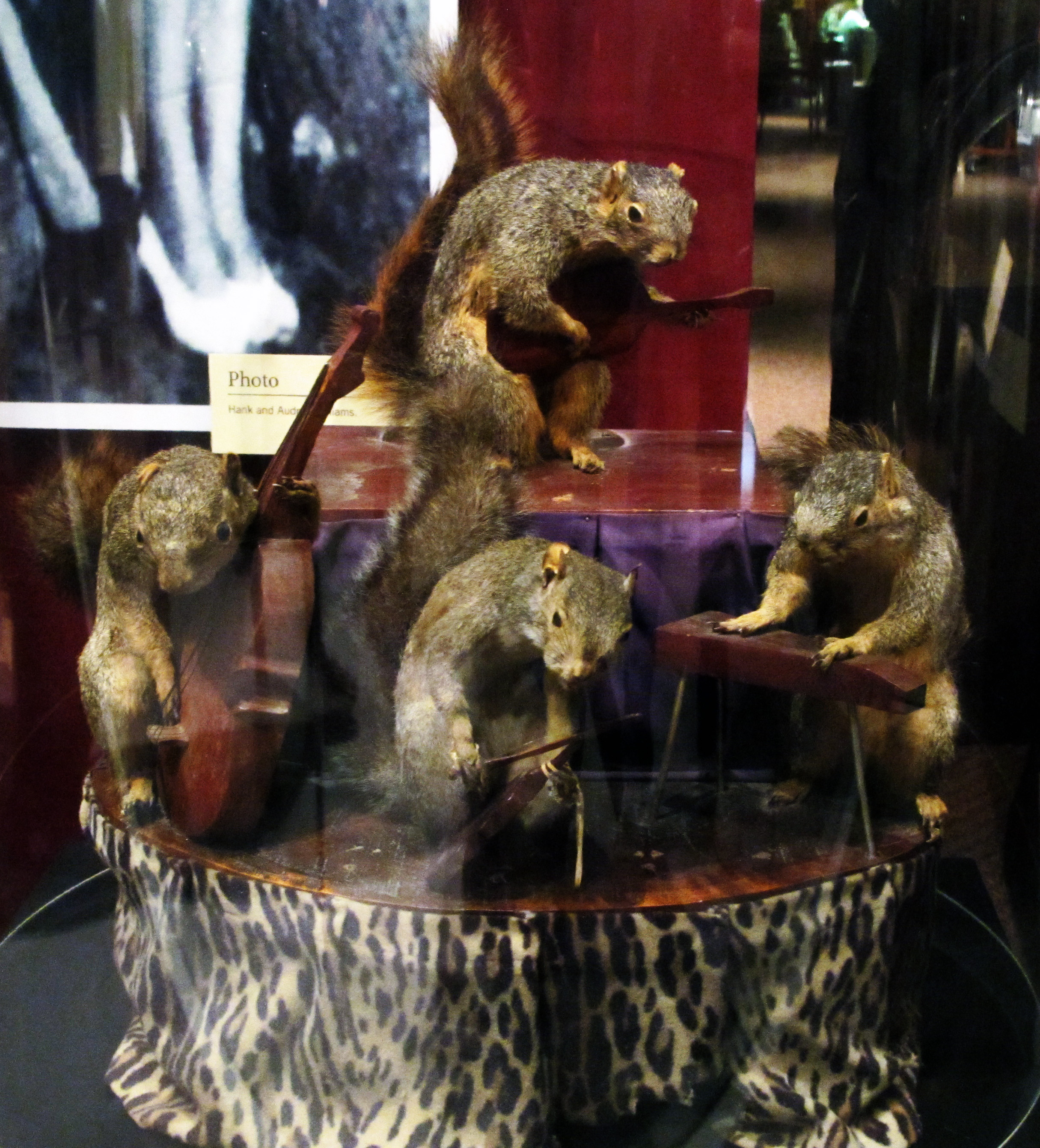
Чучела белок, изображающие музыкантов группы Drifting Cowboys Хэнка Уильямса.

Всего в зале славы и музее кантри находятся более 2.5 млн артефактов, посвящённых сотням кантри-артистов как современности, так и прошлого. Это сценические костюмы, музыкальные инструменты, аудиозаписи, партитуры песен, автомобили звезд, видеоплёнки. Среди экспонатов — Cadillac Solid Gold 1960 года Элвиса Пресли и модифицированный Pontiac Convertible 1962 года Уэбба Пирса, зажигалка Пэтси Клайн, найденная в обломах самолёта, на котором она разбилась, соломенная шляпа Минни Пёрл, голубая бандана и теннисные туфли Вилли Нельсона. В постоянной экспозиции находится картина «Истоки музыки кантри» (1,6 x 3 м) — последняя работа американского художника Томаса Гарта Бентона, которую музей иногда позволят выставлять в других местах.
В коллекции музея около 500 гитар, среди которых Gibson L5 1928 года Мейбелл Картер, Martin D-28 1950 года Лестера Флэтта и Gibson J-200 1955 года Эммилу Харрис. В музее также проводятся еженедельные демонстрации инструментов. В экспозициях представлены более десятка оригинальных рукописей кантри-артистов, в том числе песни «Jolene» Долли Партон, «Gentle on My Mind» Джона Хартфорда и «Help Me Make It Through the Night» Криса Кристофферсона. Также выставлены подписанный президентом США Рональдом Рейганом документ о помиловании Мерла Хаггарда; хрустальный шар Келли Пиклер за её победу в телешоу «Танцы со звездами»; инсталляция из чучел четырёх белок, подстреленных Хэнком Уильямсом, изображающая участников его группы Drifting Cowboys

### Исторические объекты

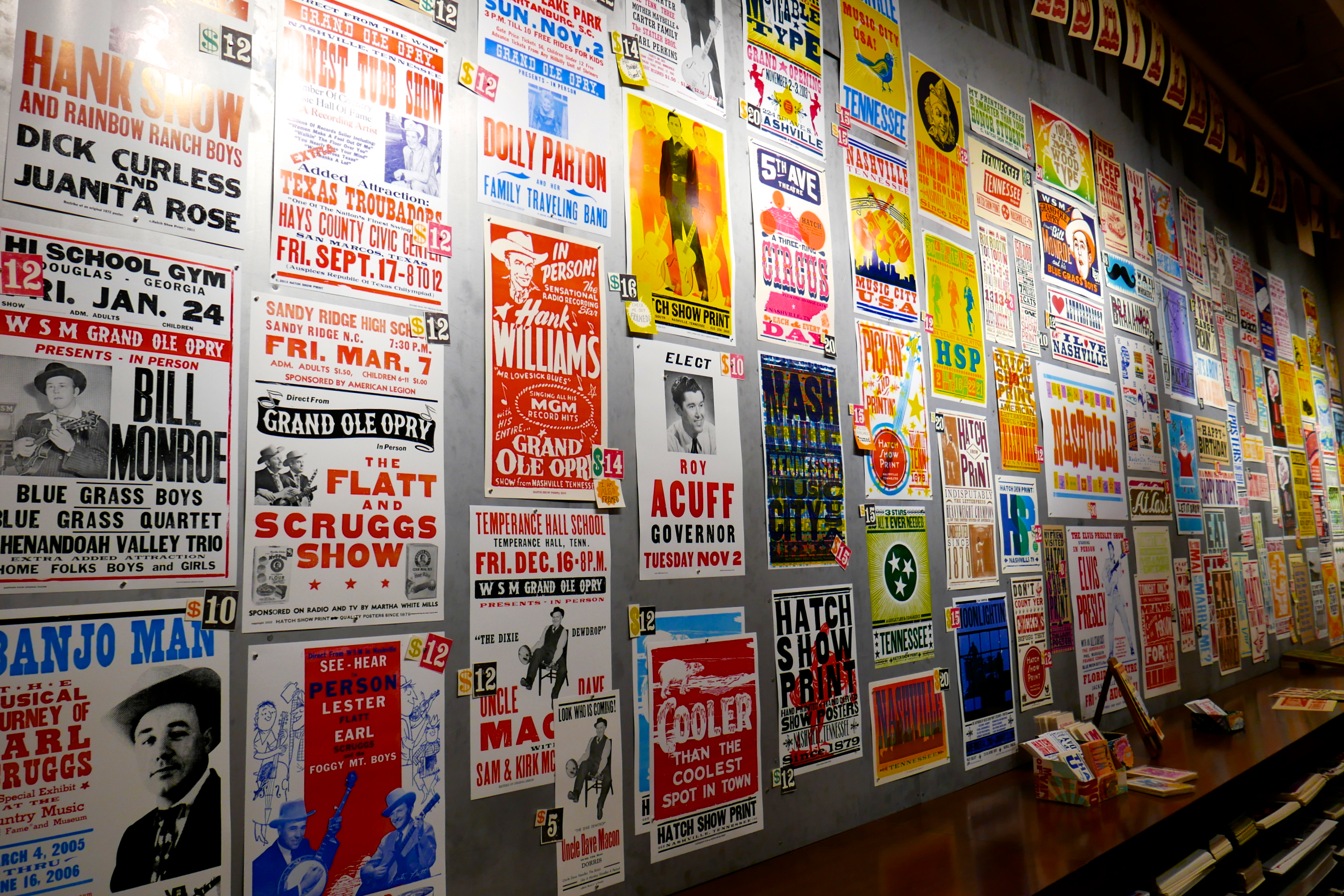
Постеры типографии Hatch Show Print.

Музей владеет одной из старейших в США типографий высокой печати по производству афиш и постеров— Hatch Show Print. Компания основана в 1879 году и до сих пор работает по технологии XIX века — для печати используются прессы, вырезанные по дереву изображения и наборные шрифты из металлических и деревянных блоков. Типография создавала афиши для цирков, карнавалов, водевилей, менестрелей, опер, театров и прочих представлений, а также гоночных соревнований, бейсбола, реслинга, немого и говорящего кино. На её афишах появлялись Элвис Пресли, Дюк Эллингтон, Бесси Смит, Боб Марли, Боб Дилан, Би Би Кинг и другие артисты. Однако наибольшую известность типография получила благодаря постерам для участников Grand Ole Opry, которые она печатает с 1939 года. На афишах Hatch Show Print фигурировали кантри-артисты от классиков — Хэнка Ульямса, Билла Монро и Джонни Кэша, до современников — Брэда Пейсли и Джейсона Исбелла. Типография находится на территории музея и принимает экскурсии. После перехода в 1987 году в управление музея, она получила вторую жизнь — несмотря на глобальный спад интереса к печатным рекламным материалам, её выручка от заказов выросла с $12 тыс. в 1986 году до почти $1 млн к 2014 году.
Также музей управляет знаменитой RCA Studio B в районе Мьюзик-Роу. Студия работала в период с 1957 по 1977 год и под руководством Чета Аткинса, сыграв значимую роль в формировании Нэшвилл-саунда. В этот период она стала известна как «Дом 1000 хитов». В её стенах было записано более 35 тыс. песен, свыше 1000 хитов Топ-10, 40 платиновых синглов и более 200 песен Элвиса Пресли, который пользовался студией на протяжении 13 лет. В ней также записывались Рой Орбисон, Чет Аткинс, The Everly Brothers, Долли Партон, Уэйлон Дженнингс, Вилли Нельсон, Джим Ривз, Чарли Прайд, Эдди Арнольд, Флойд Крамер и многие другие. Студия закрылась для рекорд-сессий 17 августа 1977 года (по совпадению, на следующий день после смерти Элвиса Пресли) и сегодня действует как исторический объект для экскурсий и обучающая площадка для школьников Нэшвилла и студентов Университета Бельмонт. Тем не менее в ней проходят редкие записи избранных исторических или образовательных музыкальных проектов. Неформальной достопримечательностью студии также является повреждённая стена её здания, куда в конце 1960-х годов, торопясь на свою первую рекорд-сессию на автомобиле, врезалась Долли Партон.

### Образовательная деятельность
Помимо выставочной деятельности, музей проводит учебные курсы для школьников и студентов, как в собственных помещениях, так и непосредственно в учебных заведениях. Среди них занятия по изучению и дизайну сценических костюмов Dazzlimng Designs, сочинению текстов песен Words & Music, освоению процессов звукозаписи, сведения и мастеринга Making Waves, мастер-классы знаменитых кантри-исполнителей. Также музей осуществляет программы обучения для летних школ, лагерей и детских садов, и проводит курсы повышения квалификации для учителей. С 2014 года в музее действует образовательный центр имени Тейлор Свифт с учебными классами и галереей детских работ на тему музыки, в котором проводятся уроки по сочинению песен.
Библиотека музея работает по записи и доступна для школ, колледжей, представителей музыкальной индустрии и СМИ. С 1974 года музей также развивает проект устной истории — коллекция из почти 700 исторических интервью с исполнителями, студийными музыкантами, авторами песен и различным бизнес-менеджментом, связанным с историей музыки кантри. Медиацентр содержит около 200 тыс. аудиозаписей, примерно 98 % которых — коммерческие записи кантри, сделанные ещё до Второй мировой войны, около 500 тыс. фотографий; более 30 тыс. видеозаписей.

### Издательство и рекорд-лейбл
Музей с 1970-х годов управляет собственным лейблом CMF Records, на котором выпускает не издававшийся ранее музыкальный материал классиков кантри. Среди таких релизов музея: The Bristol Sessions (1987), на котором запечатлены ранние The Carter Family, Джимми Роджерс и другие кантри-артисты; демозаписи Хэнка Уильямса Hank Williams: Rare Demos, First to Last (1990), сборники The Complete Hank Williams (1998) и Night Train to Nashville: Music City Rhythm & Blues, 1945—1970 (2004) и многие другие. За последние две из упомянутых работ, музей получил премии «Грэмми» в категории «Лучший исторически значимый альбом».
Кроме того, лейбл музея работает как продакшн- и консалтинговая компания, оказывая услуги другим лейблам, которые выпускают исторически значимые записи. В частности, он продюсировал компиляции музыки Пэтси Клайн, Хэнка Уильямса, Билла Монро и Мерла Хаггарда. Издательство CMF Press выпускает книги по темам выставок в сотрудничестве с другими крупными издательствами, литературу для учителей и такие известные работы как Will the Circle Be Unbroken: Country Music in America (2006). С 1971 по 2007 издательство выпускало журнал The Journal of Country Music, в котором публиковались многие авторитетные музыковеды.

## Архитектура и дизайн

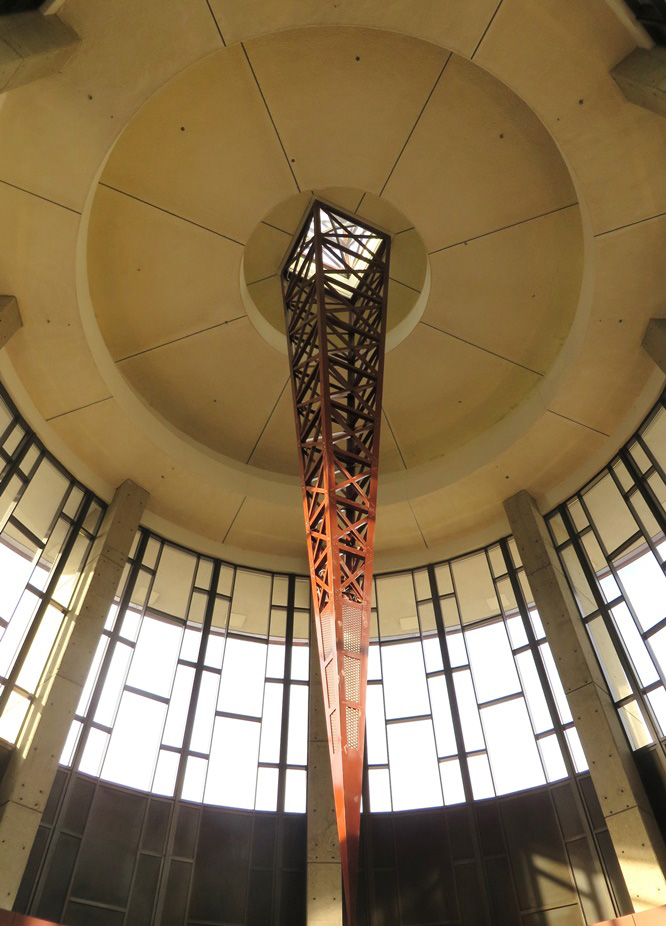
Реплика радиобашни WSM на потолке ротонды Зала славы кантри.

Оригинальное здание 1967 года сочетало современный дизайн и архитектурные отсылки к сельскому прошлому кантри. Так, центральная секция внешне имитировала амбар с покатой крышей, а её лицевая сторона, составленная из стеклянных панелей, отсылала к церковным витражам. По бокам к основной секции примыкали два кирпичных крыла в скромном стиле ранчо, свойственном современным офисным зданиям. Таким образом строение символизировало успех жанра, прошедшего путь от сельской музыки до многомиллионной индустрии. Новое здание музея 2001 года также отличается необычной и концептуальной архитектурой. С высоты птичьего полёта строение выглядит как басовый ключ. Вертикальная конструкция и расположение окон имитирует черно-белые клавиши фортепиано. Дизайн здания при взгляде с северо-восточной стороны отсылает к характерному плавниковому стилю автомобилей Cadillac серии 1959 года.
Крышу ротонды Зала славы кантри пронизывает реплика радиобашни WSM: половина спускается с потолка внутрь здания, а другая выходит наружу, напоминая церковный шпиль. Цилиндрический дизайн ротонды отсылает к часовым башням маленьких городков и зерновым элеваторам. На её вершине — четыре концентрических круга, символизирующих 78-, 35-, 33-оборотные пластинки и компакт-диск. Каменные плитки снаружи ротонды изображают ноты песни «Will the Circle Be Unbroken?» коллектива The Carter Family. Название композиции также нанесено крупными буквами по окружности внутри ротонды. В террасе музея естественное освещение и стальные рамы, инспирированные железными дорогами и мостами, соединяющими малые города США. Поток воды идущий со второго этажа в фонтан, символизирует течение музыки по американскому ландшафту. Пол сделан из блоков жёлтой сосны, из которой раньше строили фабрики и склады.

## Зал славы кантри

### Учреждение почести

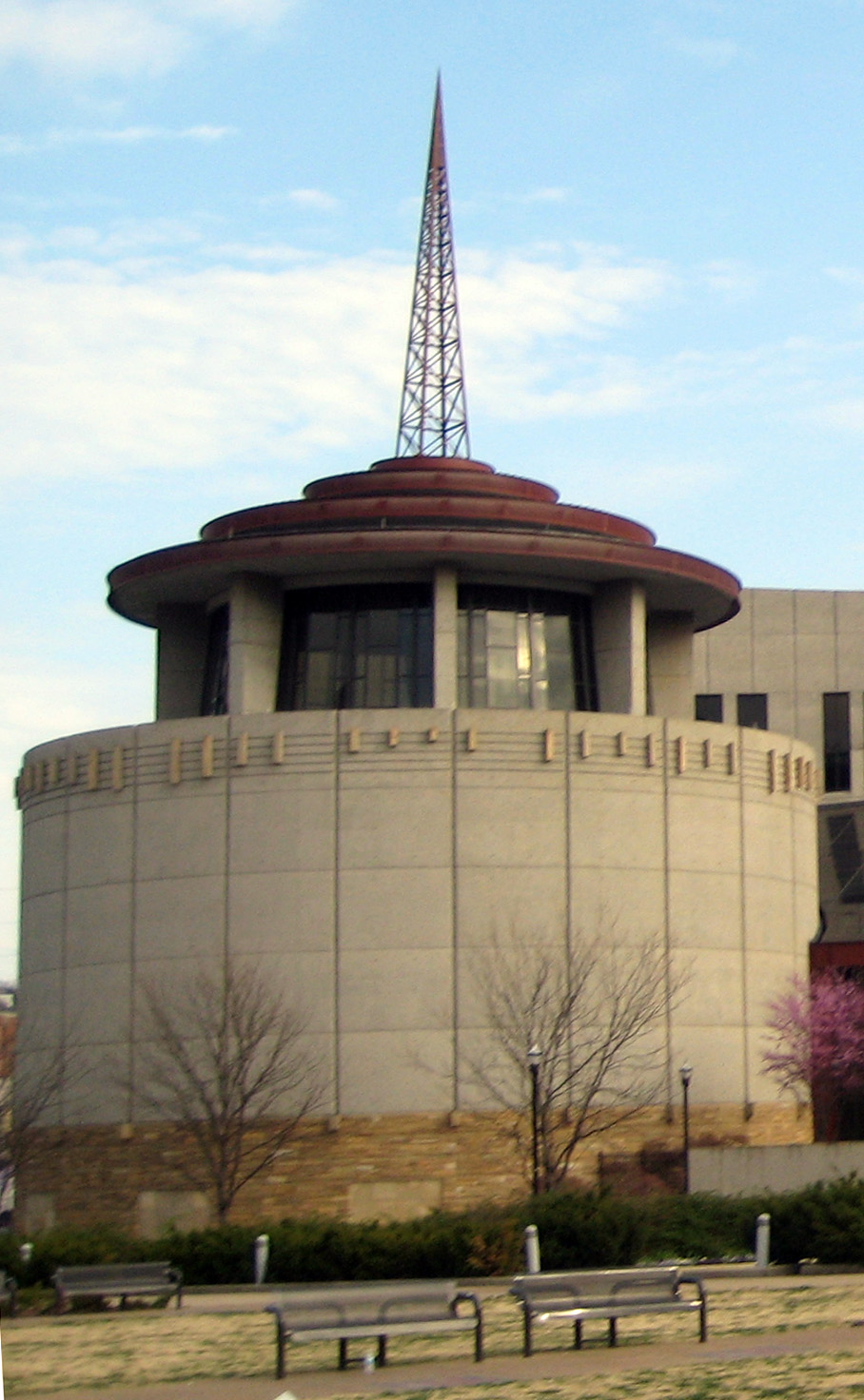
Ротонда Зала славы кантри.

Посвящение в Зал славы кантри — высшая почесть для профессионалов кантри-индустрии. Присуждается исполнителям, авторам песен, вещателям, музыкантам и менеджменту в качестве признания вклада в развитие кантри. Награда была учреждена в 1961 году Ассоциацией музыки кантри (CMA). Первыми лауреатами стали легендарные музыканты Хэнк Уильямс, Фред Роуз и Джимми Роджерс — всех троих на тот момент уже не было в живых. Первым, кто удостоился новой почести при жизни, стал Рой Экафф в 1962 году. Посвящение изначально осуществляла сама CMA, а бронзовые портреты-барельефы принятых в Зал славы кантри выставлялись в Музее штата Теннесси, расположенном в даунтауне Нэшвилла. В 1967 году на Мьюзик-Роу открылся Зал славы и музей кантри, в который и были перевезены портреты. Там они демонстрировались в рамках специальной экспозиции вплоть до переезда музея в 2001 году.
С 2001 года портреты выставлены в пятиметровой ротонде, которая расположена в новом здании Зала славы и музея кантри в даунтауне Нэшвилла. Помещение намеренно спроектировано круглым, а портреты размещены в случайном порядке, чтобы подчеркнуть равенство всех посвящённых в Зал славы кантри. Исключение сделано лишь для артистов, принятых последними — их таблички сосредоточены возле картины «Истоки музыки кантри» Томаса Гарта Бентона, которая также выставлена в ротонде. Вплоть до 2006 года церемонию посвящения проводила CMA в рамках своего шоу CMA Awards. С 2007 года церемония проходит непосредственно в Зале славы и музее кантри. Тем не менее сама награда и торговая марка Зал славы кантри по-прежнему принадлежат CMA, которая и организует отбор номинантов и победителей.

### Определение победителей

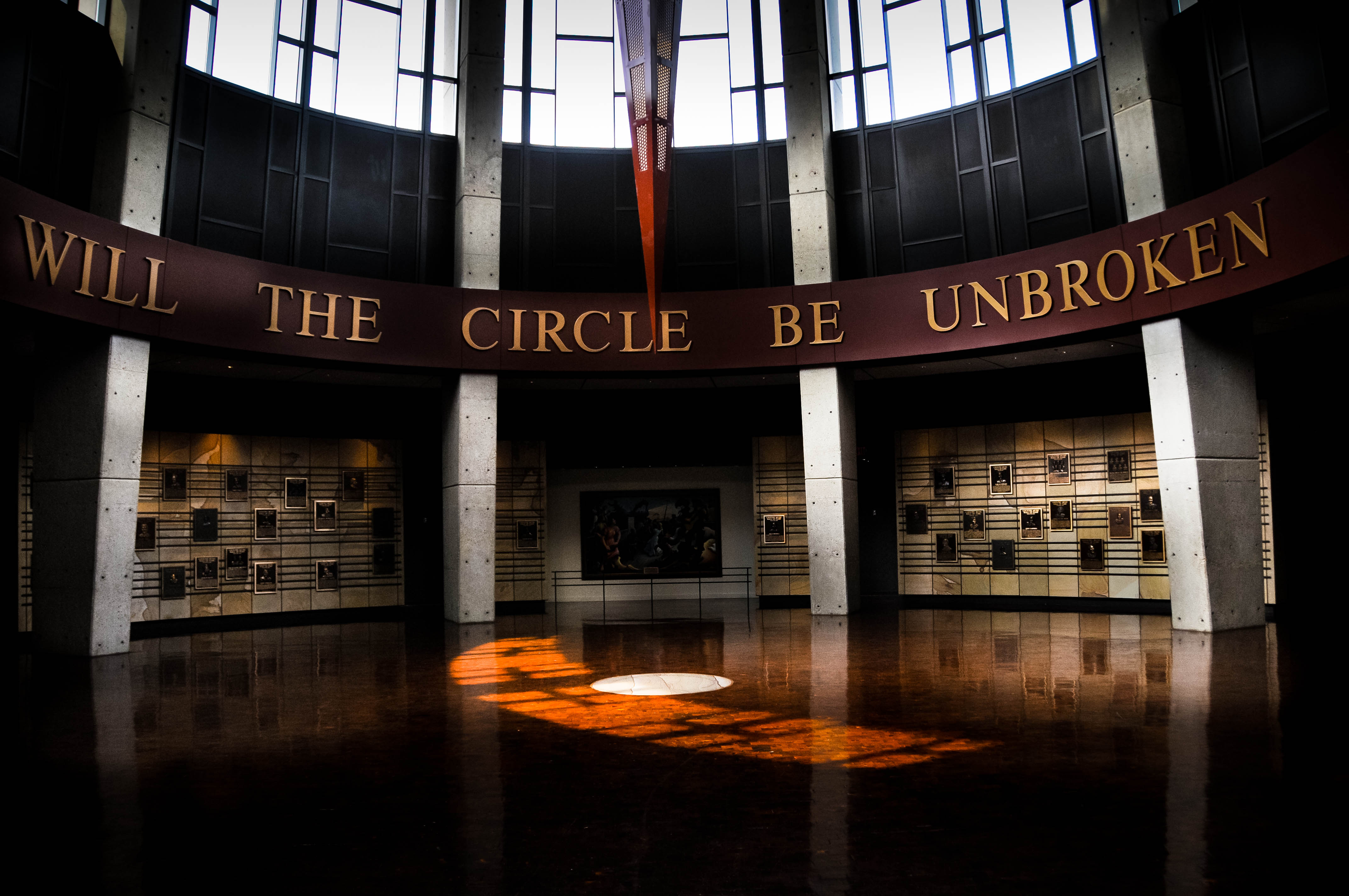
Ротонда Зала славы кантри изнутри.

Посвящение в Зал славы кантри происходит ежегодно в трёх категориях:
1. Современная эра — для артистов, добившихся общенациональной известности более 20 лет назад;
2. Ветеранская эра — для артистов, добившихся общенациональной известности более 40 лет назад;
3. Ротируемая категория — одна из трёх категорий, сменяющихся последовательно каждый год: «Менеджмент» → «Автор песен» → «Студийный/гастрольный музыкант». В эти категории могу включаться только кандидаты, начавшие свою карьеру до 1980 года.

Кандидатов подбирают два независимых номинационных комитета: один курирует «Ветеранскую эру», а второй — «Современную эру» и одну из ротируемых категорий. Умершие люди могут быть номинированы не ранее чем через год после смерти. По каждой категории члены комитетов составляют список из 10—20 кандидатов. При этом свои предложения на рассмотрение комитетов также направляют директоры Ассоциации музыки кантри (CMA) и Фонда музыки кантри (по пять кандидатов каждый), однако комитеты не обязаны принимать во внимание данные рекомендации. Список формируется тайным голосованием, большинством голосов. В комитеты входят по 12 анонимных лидеров кантри-индустрии, назначаемых правлением CMA сроком на три года.
Победителей определяют две панели из минимум 100 анонимных выборщиков. По аналогии с номинационными комитетами, одна из панелей рассматривает кандидатов из «Ветеранской эры», а другая — из «Современной эры» и одной из ротируемых категорий. Голосование проходит в два этапа: на первом в каждой категорий остается пять кандидатов, а на втором определяется по одному победителю. Выборщиками являются музыкальные историки и профессионалы кантри-индустрии со знанием жанра в исторической перспективе. Они должны активно работать в сфере кантри не менее 10 лет, а также иметь собственные достижения и признание. Выборщики назначаются правлением CMA на неограниченный срок, но их распределение по панелям меняется раз в год.
Таким образом, по действующим с 2010 года правилам, в Зал славы кантри ежегодно включаются лишь трое. В прошлые времена количество посвящённых варьировалось от одного (1993 год) до 12 человек (2001 год), а в 1963 году не был включен никто, так как ни один из кандидатов не получил нужного числа голосов выборщиков. Всего за 64 года (с учётом лауреатов 2025-го) почести удостоились 158 человек. Итоги голосования выборщиков преподносятся общественности на специальном мероприятии в ротонде Зала славы кантри — их объявляют артисты, посвящённые в прошлые годы. Сами лауреаты или их представители также присутствуют на мероприятии и обычно произносят речь. Позднее в тот же год они проходят торжественную церемонию посвящения.

### Церемония посвящения

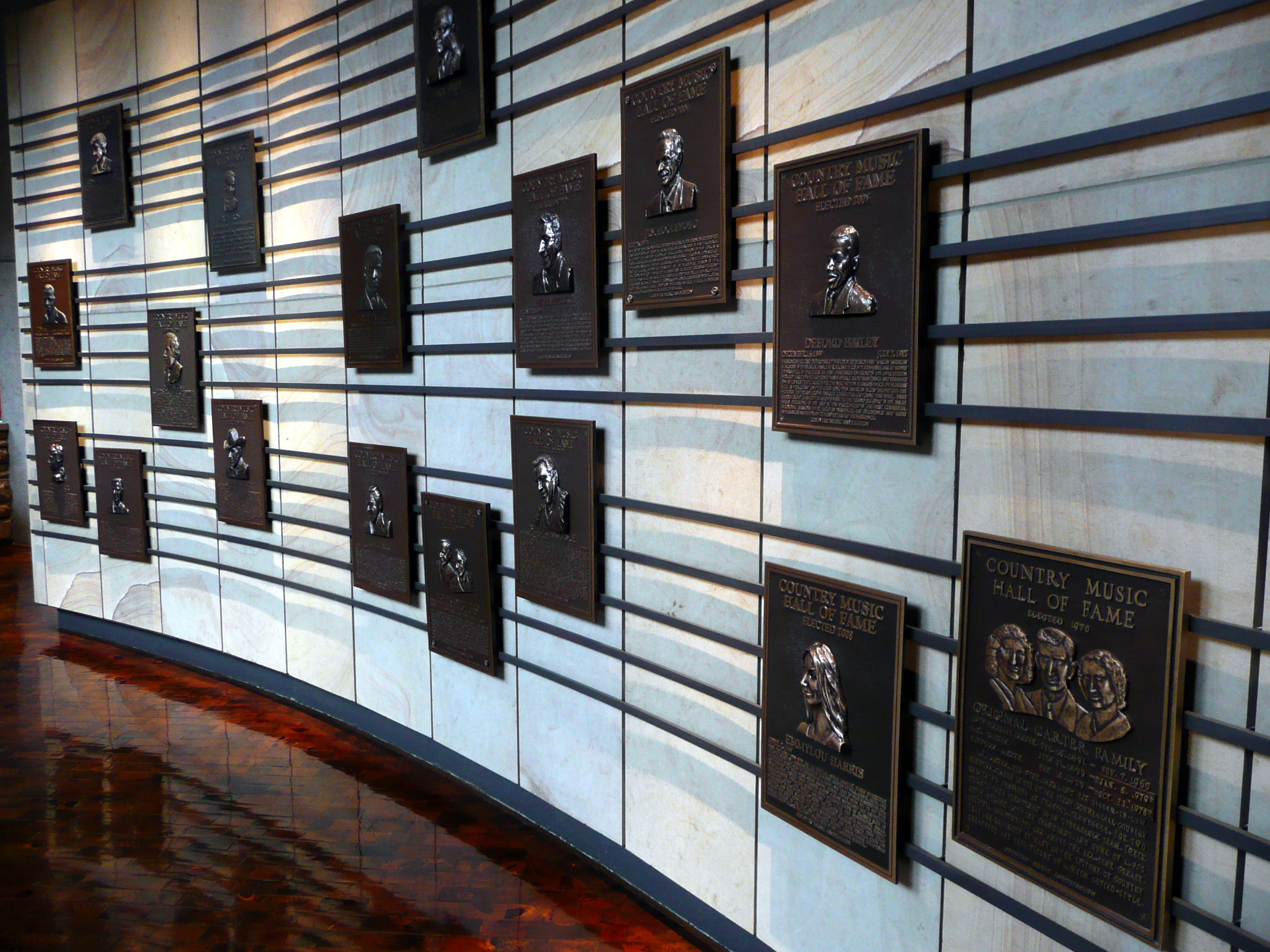
Бронзовые таблички посвящённых в Зал славы кантри.

Процедура посвящения именуется медальонной церемонией и проходит в рамках ежегодной встречи членов Зала славы кантри. Мероприятие проводится в концертном зале CMA Theater, расположенном непосредственно в Зале славы и музее кантри. Вход на церемонию традиционно только по приглашениям — в зале находятся лишь друзья, коллеги, родственники награждаемых и представители кантри-индустрии, которые в неформальной манере выражают почтение лауреату на словах или песнями. Ведущим церемонии выступает исполнительный директор Зала славы и музея кантри — Кайл Янг.
Непосредственно посвящение проводится одним из действующих членов: новоприбывший получает от него памятный медальон, который необходимо носить на каждой последующей встрече членов Зала славы кантри. Бронзовые таблички с портретами новых членов демонстрируются в ходе церемонии, а после окончания помещаются в ротонду. В силу своего закрытого характера, церемония не транслируется по телевидению, но в 2017 году на сайте Зала славы и музея кантри впервые можно было увидеть в прямом эфире её фрагменты — моменты, когда лауреаты произносят речи

### Критика почести
В 2012 году музыкант, продюсер, преподаватель и журналист Питер Купер отметил в своей колонке в газете The Tennessean несоразмерность количества достойных кантри-артистов и посвящаемых ежегодно в Зал славы кантри. В качестве примера корректной политики, он привел исключительную церемонию 2001 года, когда было включено сразу 12 человек, однако и такого количества ежегодно, по его мнению, будет мало. Музыкальный критик Чет Флиппо не согласился с Купером, опубликовав ответ на сайте телеканала CMT. По его оценке, массовые посвящения повлекут обесценивание почести, что и произошло, как он считает, с Залом славы рок-н-ролла. Также он отметил, что включение сразу 12 артистов привело к тому, что из всех посвящённых в тот год сходу на ум не приходит никто, кроме Уэйлона Дженнигса, и то, поскольку он демонстративно отказался приехать на церемонию. Позиция Зала славы и музея кантри (её по иронии озвучил Купер, ставший в 2014 году одним из директоров учреждения), также заключается в том, что малое количество посвящаемых артистов позволяет сохранить эксклюзивность почести. В 2001 году Уэйлон Дженнингс, с давних лет имевший плохие отношения с CMA, отказался приехать на церемонию посвящения, поскольку эта награда не значила для него «абсолютно ничего». На мероприятие певец в итоге прислал своего сына Бадди.

### Посвященные
2020-е годы
- 2025 — Тони Браун, Джун Картер, Кенни Чесни
- 2024 — Джон Андерсон, Джеймс Бёртон, Тоби Кит
- 2023 — Патти Лавлесс, Таня Такер, Боб Макдилл
- 2022 — Кит Уитли, Джерри Ли Льюис, Джо Галанте
- 2021 — Рэй Чарльз, The Judds, Эдди Байерс, Пит Дрейк
- 2020 — Хэнк Уильямс-младший, Марти Стюарт, Дин Диллон

2010-е годы
- 2019 — Brooks & Dunn, Рей Стивенс, Джерри Брэдли
- 2018 — Рики Скэггс, Дотти Уэст, Джонни Гимбл
- 2017 — Алан Джексон, Джерри Рид, Дон Шлитц
- 2016 — Чарли Дэниелс, Фред Фостер, Рэнди Трэвис
- 2015 — Джим Эд Браун и «The Browns», Грейди Мартин, Oak Ridge Boys
- 2014 — Хэнк Кокрэйн, Ронни Милсап, Мак Уайзман
- 2013 — Бобби Бэйр, Кенни Роджерс, «Ковбой» Джек Клемент
- 2012 — Гарт Брукс, Конни Смит, Харгус «Пиг» Роббинс
- 2011 — Риба Макинтайр, Джен Шепард, Бобби Брэддок
- 2010 — Дон Уильямс, Джимми Дин, Ферлин Хаски, Билли Шеррилл

2000-е годы
- 2009 — Рой Кларк, Барбара Мандрелл, Чарли Маккой
- 2008 — Эммилу Харрис, Том Ти Холл, The Statler Brothers, Эрнест Ван «Поп» Стоунман
- 2007 — Винс Гилл, Ральф Эмери, Мел Тиллис
- 2006 — Джордж Стрейт, Гарольд Брэдли, Сонни Джеймс
- 2005 — Alabama, Глен Кэмпбелл, Дефорд Бейли
- 2004 — Крис Кристофферсон, Джим Фоглсонг
- 2003 — Флойд Крамер, Карл Смит
- 2002 — Портер Вагонер, Билл Карлайл
- 2001 — Уэйлон Дженнингс, The Louvin Brothers, Уэбб Пирс, The Everly Brothers, Дон Гибсон, Сэм Филлипс, Delmore Brothers, Билл Андерсон, Homer and Jethro, Дон Ло, Кен Нельсон, The Jordanaires
- 2000 — Чарли Прайд, Фэрон Янг

1990-е годы
- 1999 — Долли Партон, Конвей Твитти, Джонни Бонд
- 1998 — Элвис Пресли, Тэмми Уайнетт, Джордж Морган, Бад Венделл
- 1997 — Бренда Ли, Харлан Говард, Синди Уокер
- 1996 — Бак Оуэнс, Рэй Прайс, Пэтси Монтана
- 1995 — Роджер Миллер, Джо Уокер-Мэдор
- 1994 — Мерл Хаггард
- 1993 — Вилли Нельсон
- 1992 — Джордж Джонс, Фрэнсис Престон
- 1991 — Будло и Фелис Брайант
- 1990 — Теннесси Эрни Форд

1980-е годы
- 1989 — Хэнк Томпсон, Джек Стапп, Клиффи Стоун
- 1988 — Лоретта Линн, Рой Роджерс
- 1987 — Род Брасфилд
- 1986 — Уэсли Роуз, The Duke of Paducah
- 1985 — Лестер Флэтт и Эрл Скраггс (Flatt & Scruggs)
- 1984 — Флойд Тиллман, Ральф Пир
- 1983 — Литтл Джимми Диккенс
- 1982 — Лефти Фризелл, Марти Роббинс, Рой Хортон
- 1981 — Вернон Далхарт, Грант Тёрнер
- 1980 — Джонни Кэш, Конни Гэй, Sons of the Pioneers

1970-е годы
- 1979 — Хэнк Сноу, Хьюберт Лонг
- 1978 — Грандпа Джонс
- 1977 — Мерл Трэвис
- 1976 — Китти Уэллс, Пол Коэн
- 1975 — Минни Пёрл
- 1974 — Пи Ви Кинг, Оуэн Брэдли
- 1973 — Пэтси Клайн, Чет Аткинс
- 1972 — Джимми Дэвис
- 1971 — Артур Сатерли
- 1970 — The Carter Family, Билл Монро

1960-е годы
- 1969 — Джин Отри
- 1968 — Боб Уиллс
- 1967 — Ред Фоли, Джим Ривз, Джозеф Фрэнк, Стивен Шолз
- 1966 — Эдди Арнольд, Анкл Дейв Мэйкон, Джим Денни, Джордж Хэй
- 1965 — Эрнест Табб
- 1964 — Текс Риттер
- 1963 — не посвящён никто
- 1962 — Рой Экафф
- 1961 — Джимми Роджерс, Хэнк Уильямс, Фред Роуз

## Фонд музыки кантри
Залом славы и музеем кантри управляет некоммерческая организация Фонд музыки кантри, созданная представителями кантри-индустрии при поддержке властей в 1964 году. Её целью является сбор, хранение и обнародование артефактов и знаний, связанных с историей кантри. Фонд также обеспечивает поступление безналоговых пожертвований и некоммерческий статус Зала славы и музея кантри. Прежде фонд проводил выставочную деятельность от имени Зала славы и музея кантри, а научную, образовательную, издательскую и прочую продвигал от своего собственного. Сегодня все проекты фонда, как прошлые, так и текущие объединены под единым лейблом Зала славы и музея кантри. Сам фонд теперь упоминается в публичном пространстве в основном в юридическом и управленческом контексте.
Фондом руководит правление, состоящее из топ-менеджеров кантри-индустрии, бизнесменов, артистов и лидеров городского сообщества Нэшвилла. Высшая управленческая должность фонда и музея — исполнительный директор. Более чем за 50 лет существования организации, этот пост занимали только трое: Джо Уокер-Мэдор (1964—1971), Билл Айви (1971—1998) и Кайл Янг (с 1998 — по сей день). Последний в 2017 году вошёл в Billboard’s Country Power Players List — ежегодный список из 100 самых влиятельных персон в музыкальной индустрии Нэшвилла. Несмотря на формально независимый статус, на первых порах фонд был тесно связан с Ассоциацией музыки кантри (CMA) общими членами правления и единым исполнительным директором (Уокер-Мэдор). Офисы обеих компаний находились в здании музея. К 1972 году фонд обзавелся собственным руководством и организации окончательно разделились, а в 1974 году CMA переехала.
Во главе правления присутствуют и кантри-музыканты — обычно известные защитой традиций жанра. Так, президентом правления многие годы является Винс Гилл. Ныне почётный попечитель Эммилу Харрис в 1980-е была исполнительным вице-президентом, а в первой половине 1990-х — президентом. Во второй половине 1990-х должность президента занимал Марти Стюарт, а в 1970-е годы на посту вице-президента находился Джонни Кэш. Некоторые артисты работали на фонд, напротив, ещё до того как начали свою карьеру и прославились. Например, Триша Йервуд и Кэтти Маттеа в молодости были экскурсоводами в Зале славы и музее кантри. Многие годы спустя творчество самой Йервуд стало предметом выставки в музее, а Маттеа вошла в правление фонда.

## Галерея экспонатов

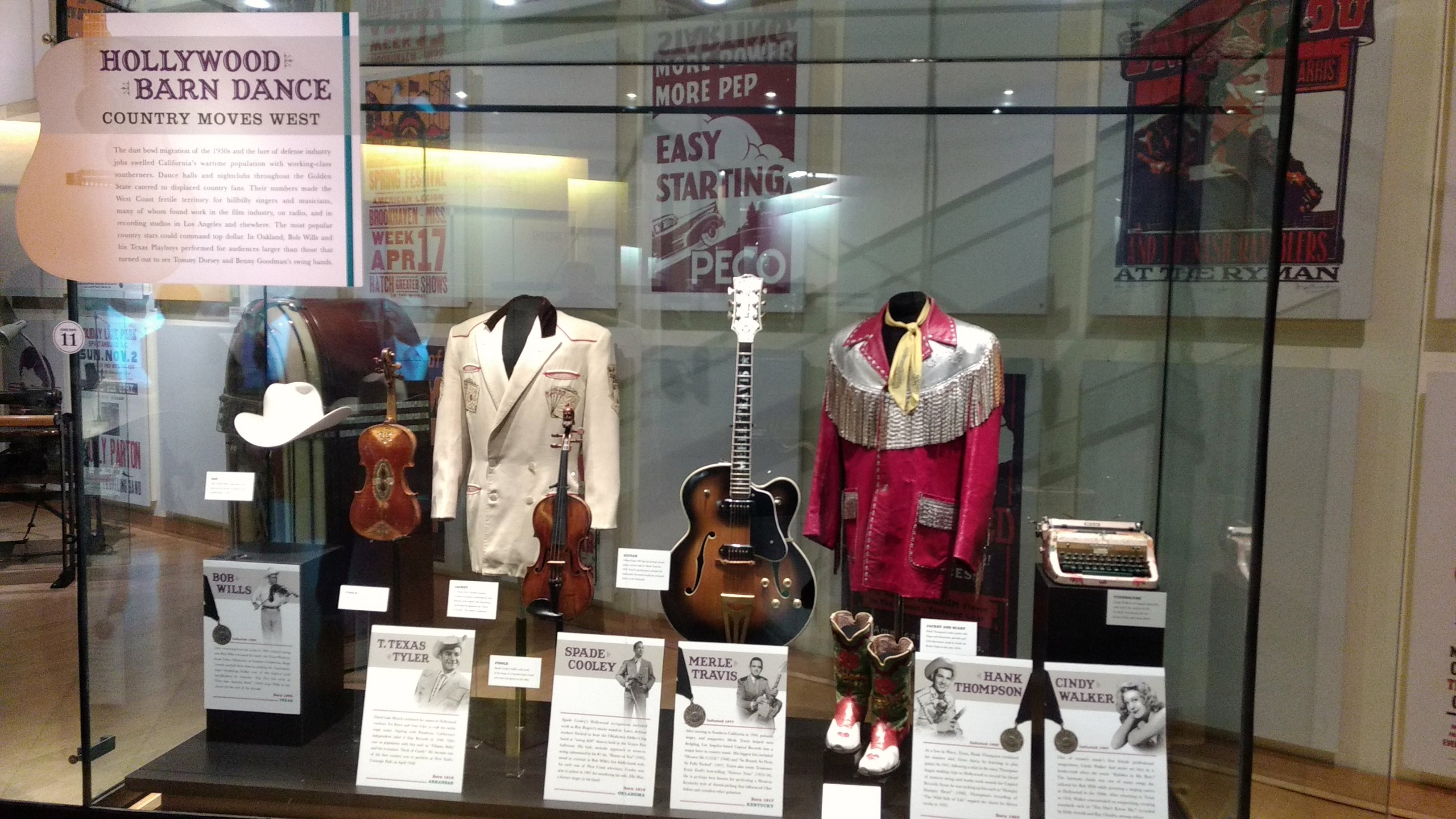
Артефакты Боба Уиллса, Ти Тексас Тайлера, Спэйда Кули, Мерла Трэвиса, Хэнка Томпсона и Синди Уокер
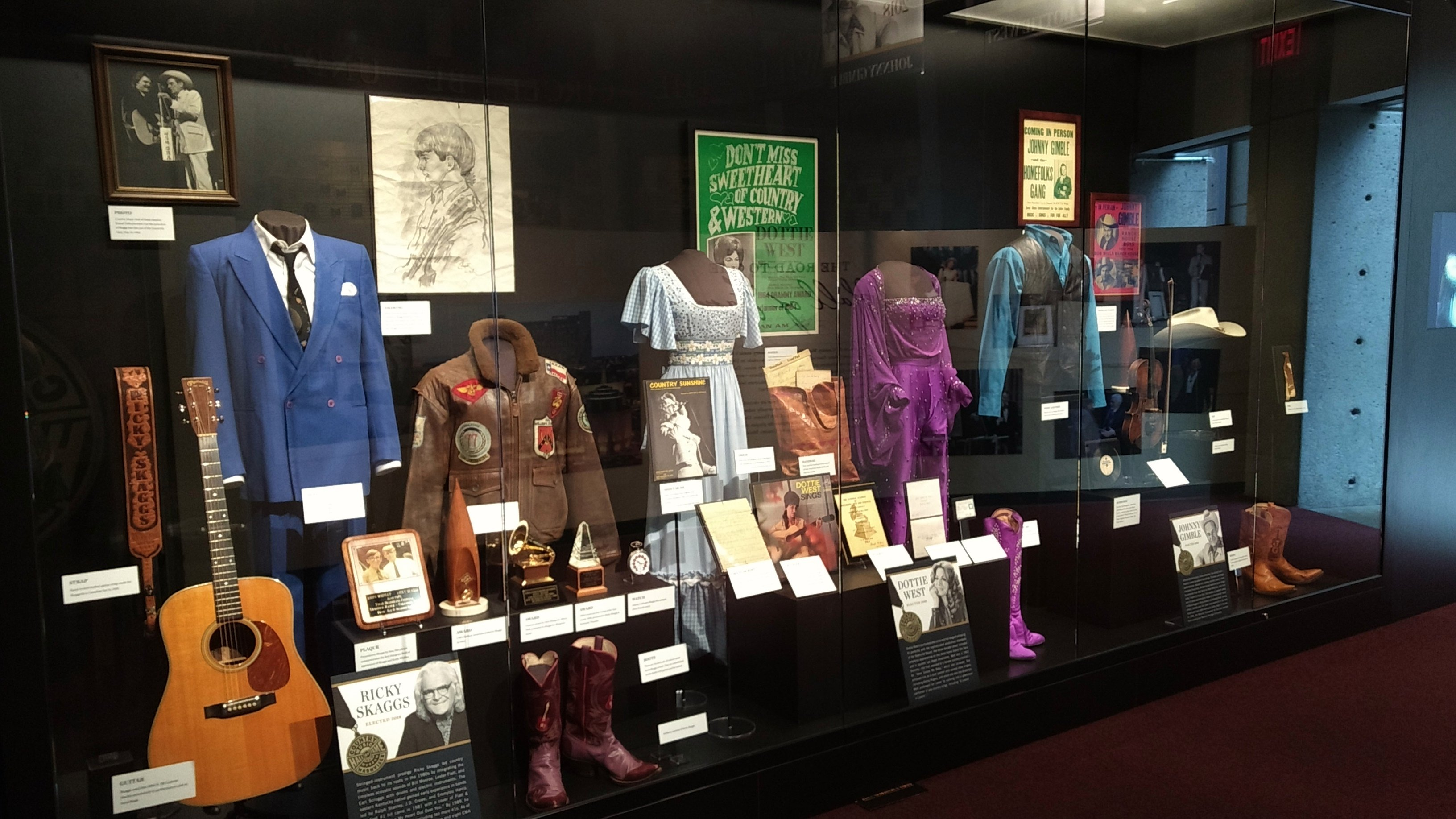
Артефакты Рики Скэггса, Дотти Уэст и Джона Гимбла
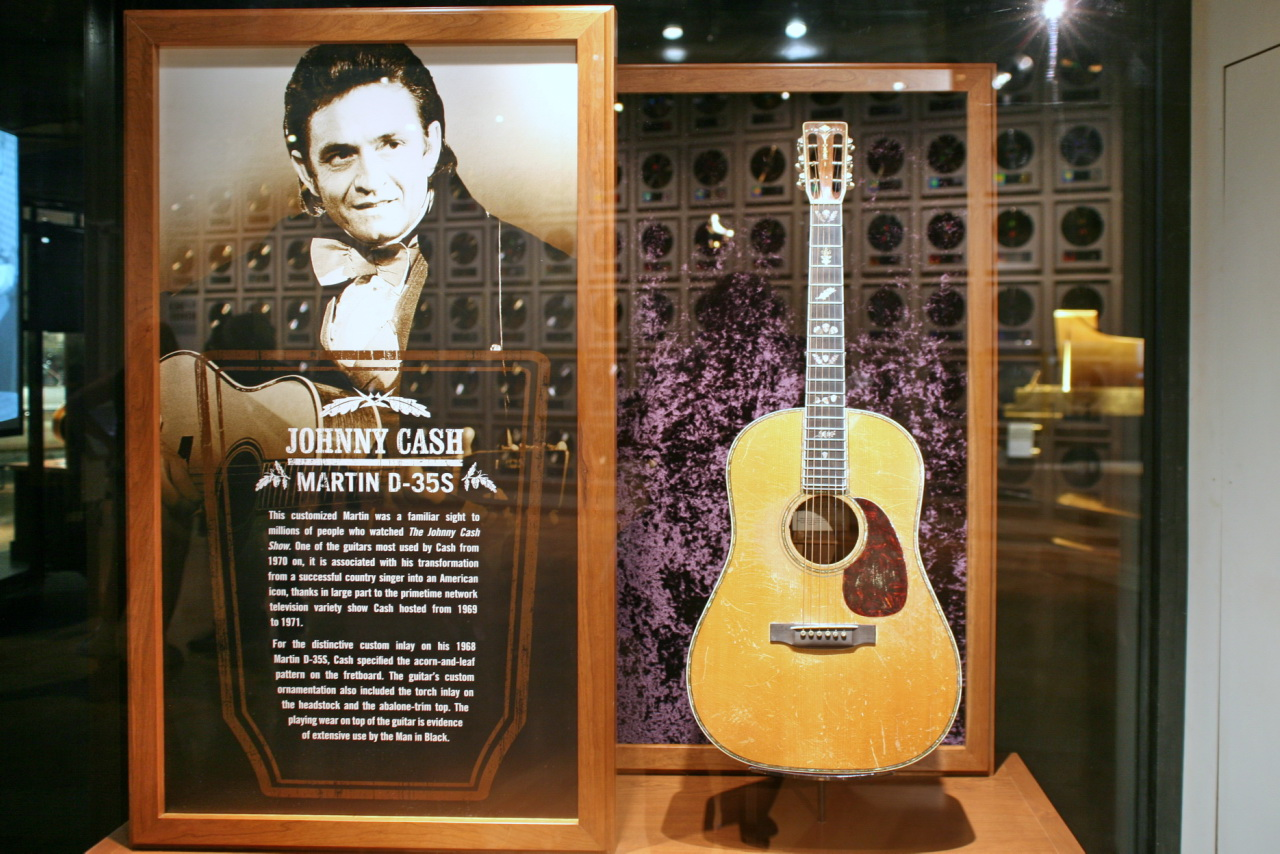
Гитара Джонни Кэша
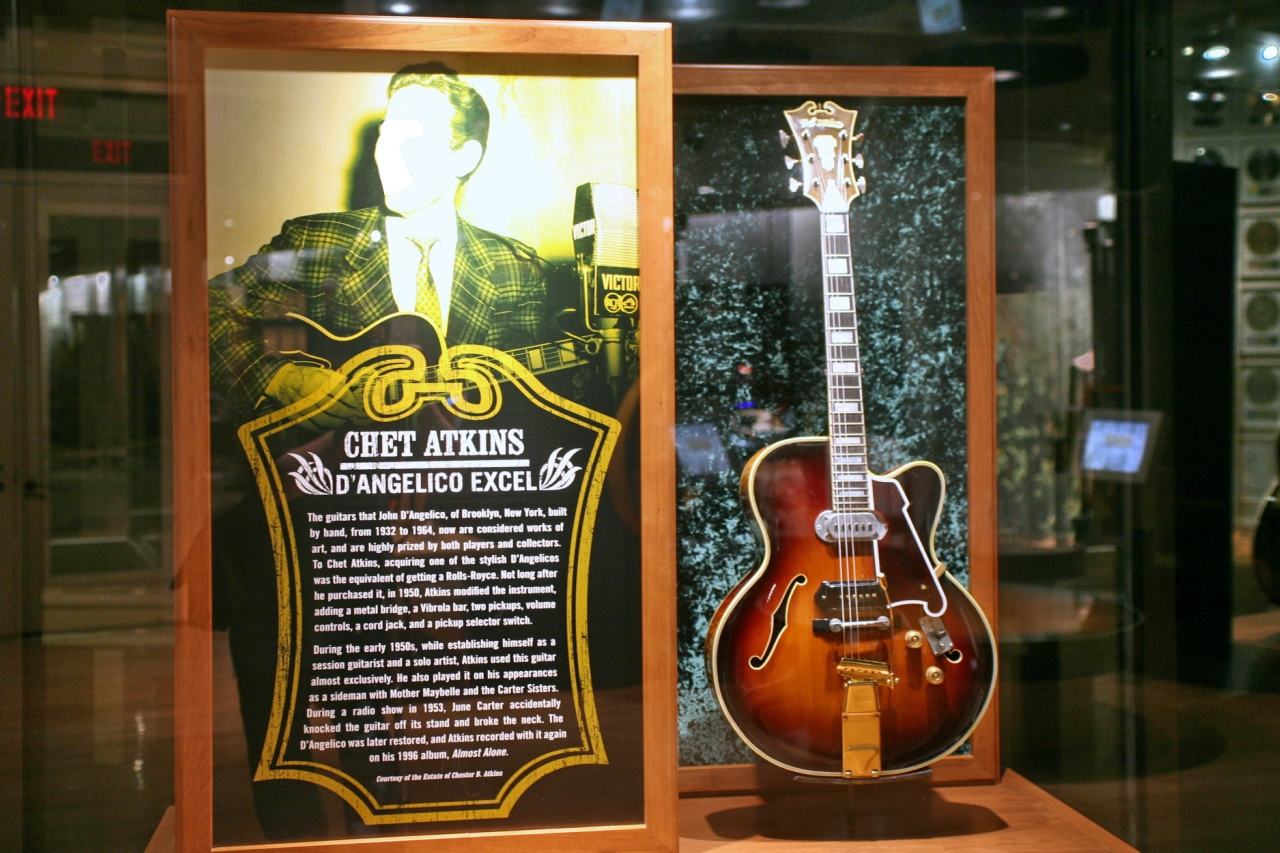
Гитара Чет Аткинса
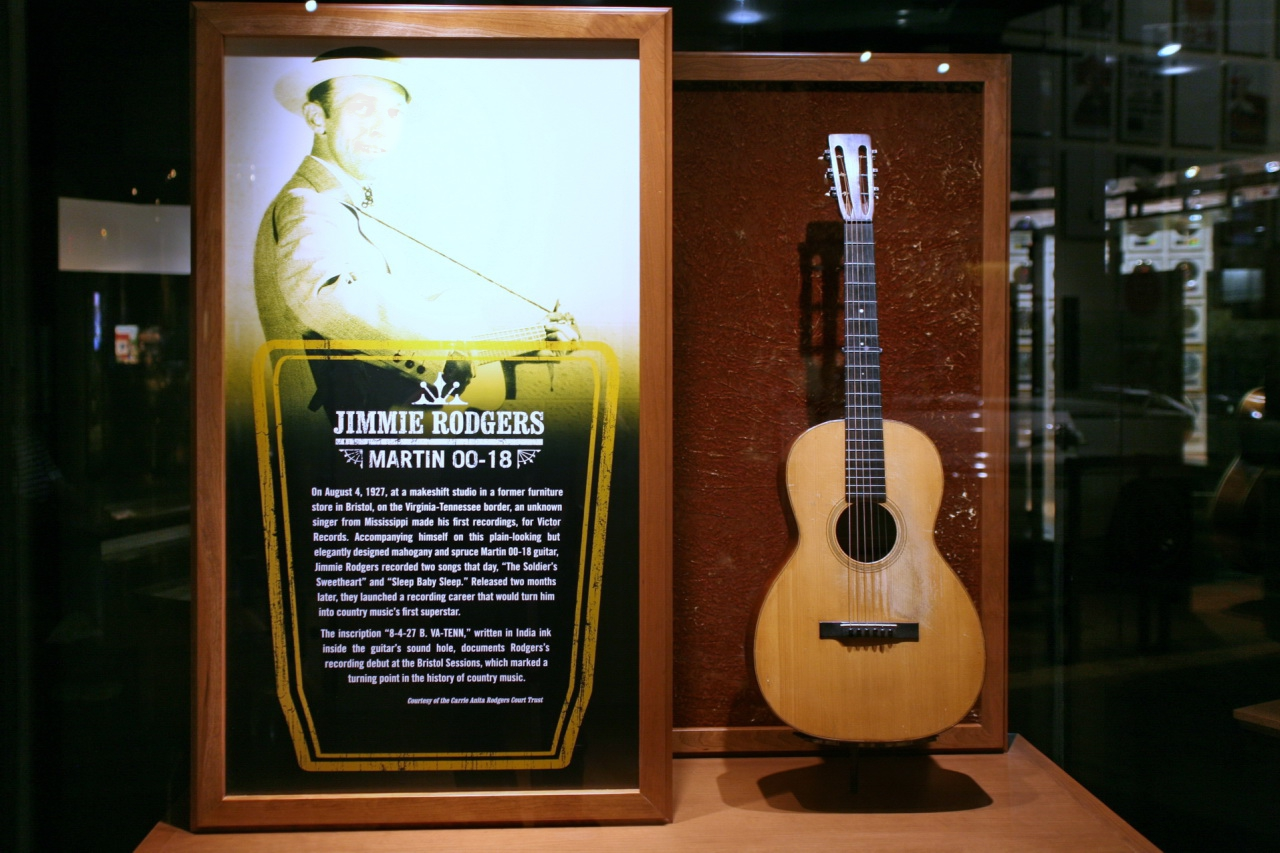
Гитара Джимми Роджерса
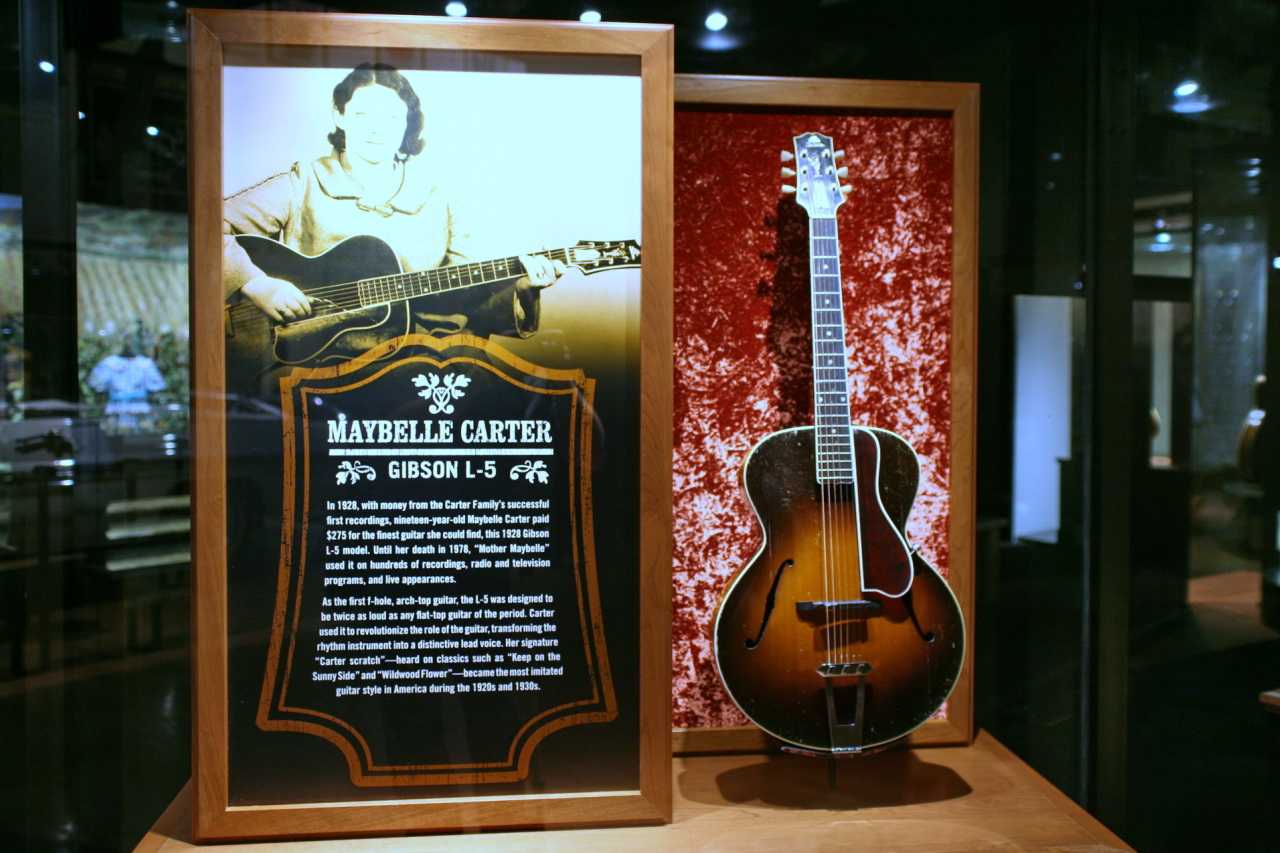
Гитара Мэйбелл Картер
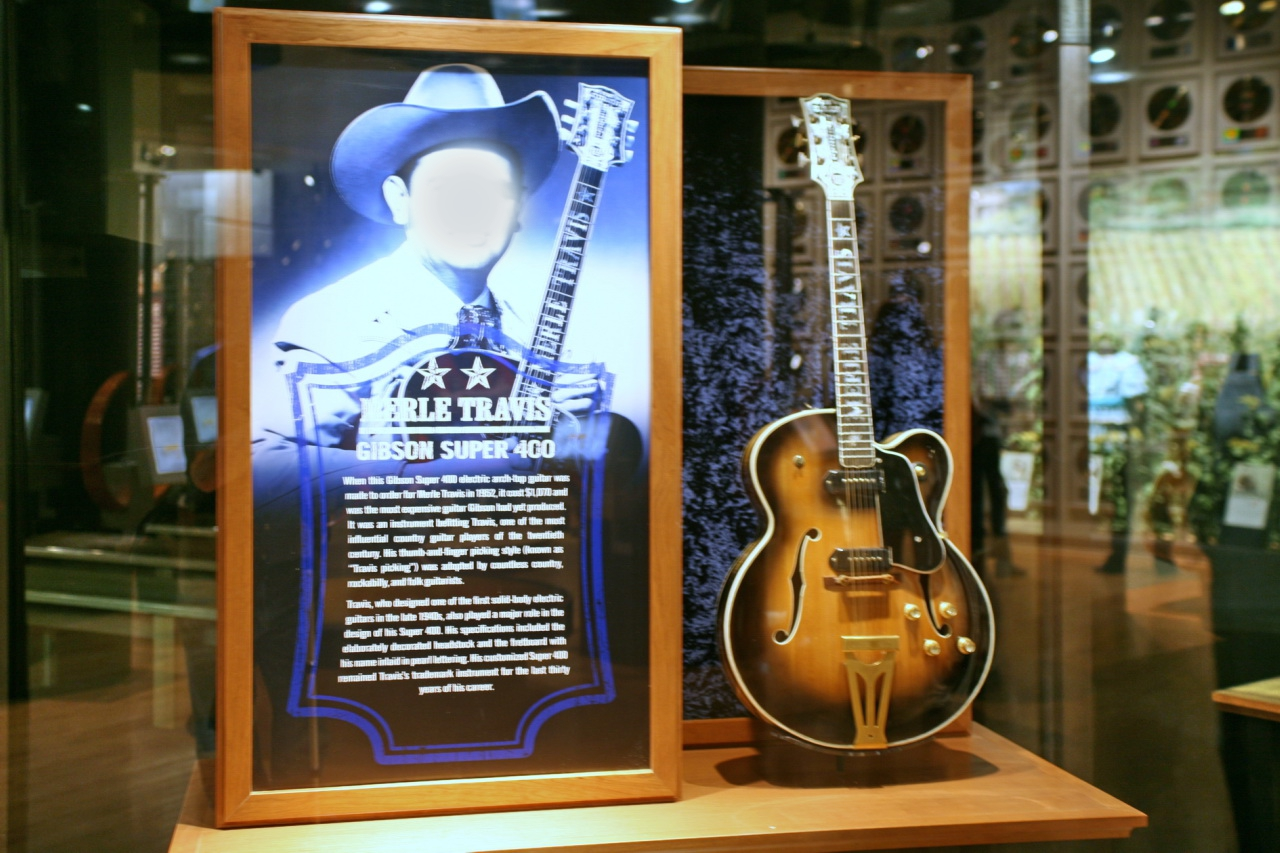
Гитара Мерла Трэвиса
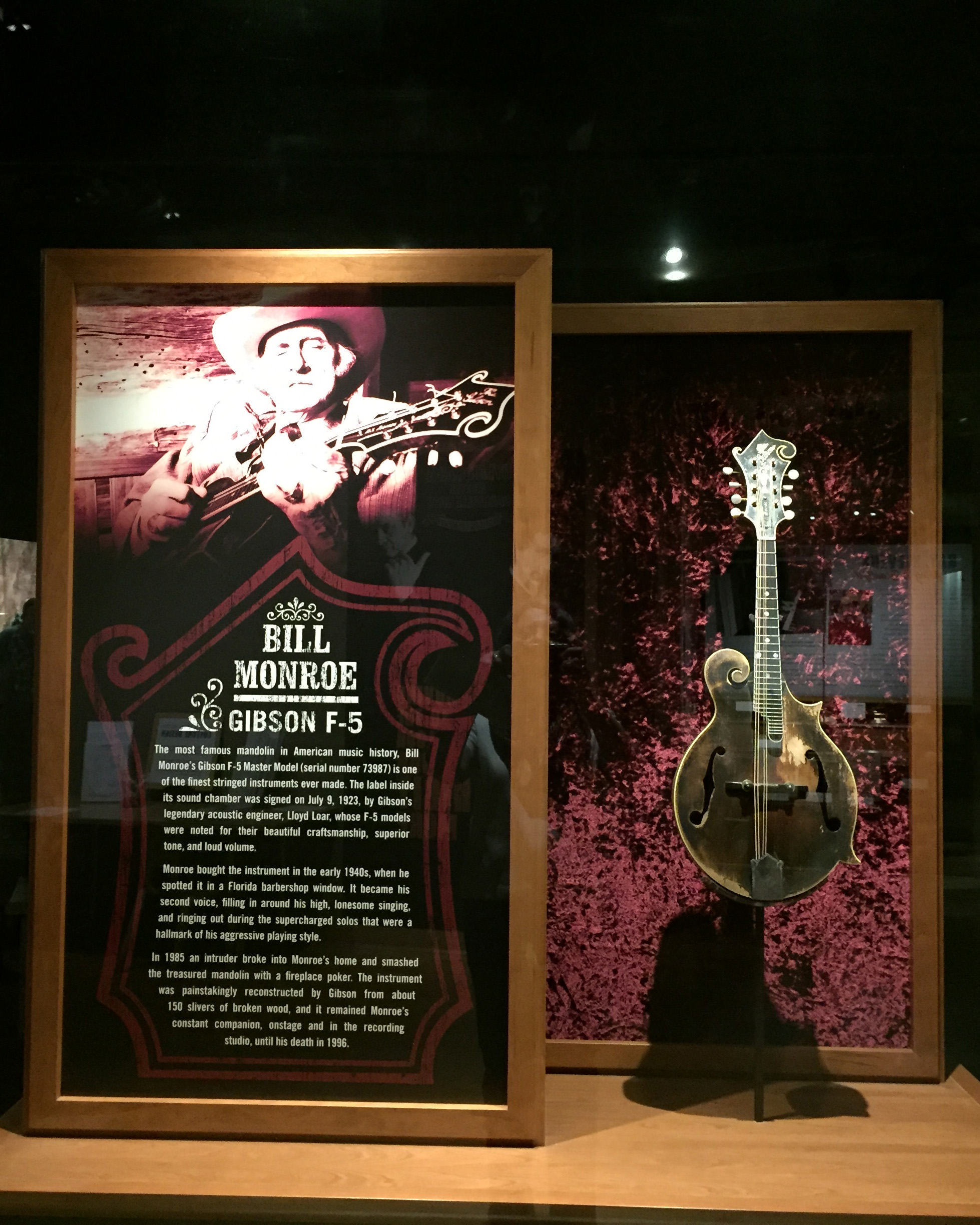
Мандолина Билла Монро
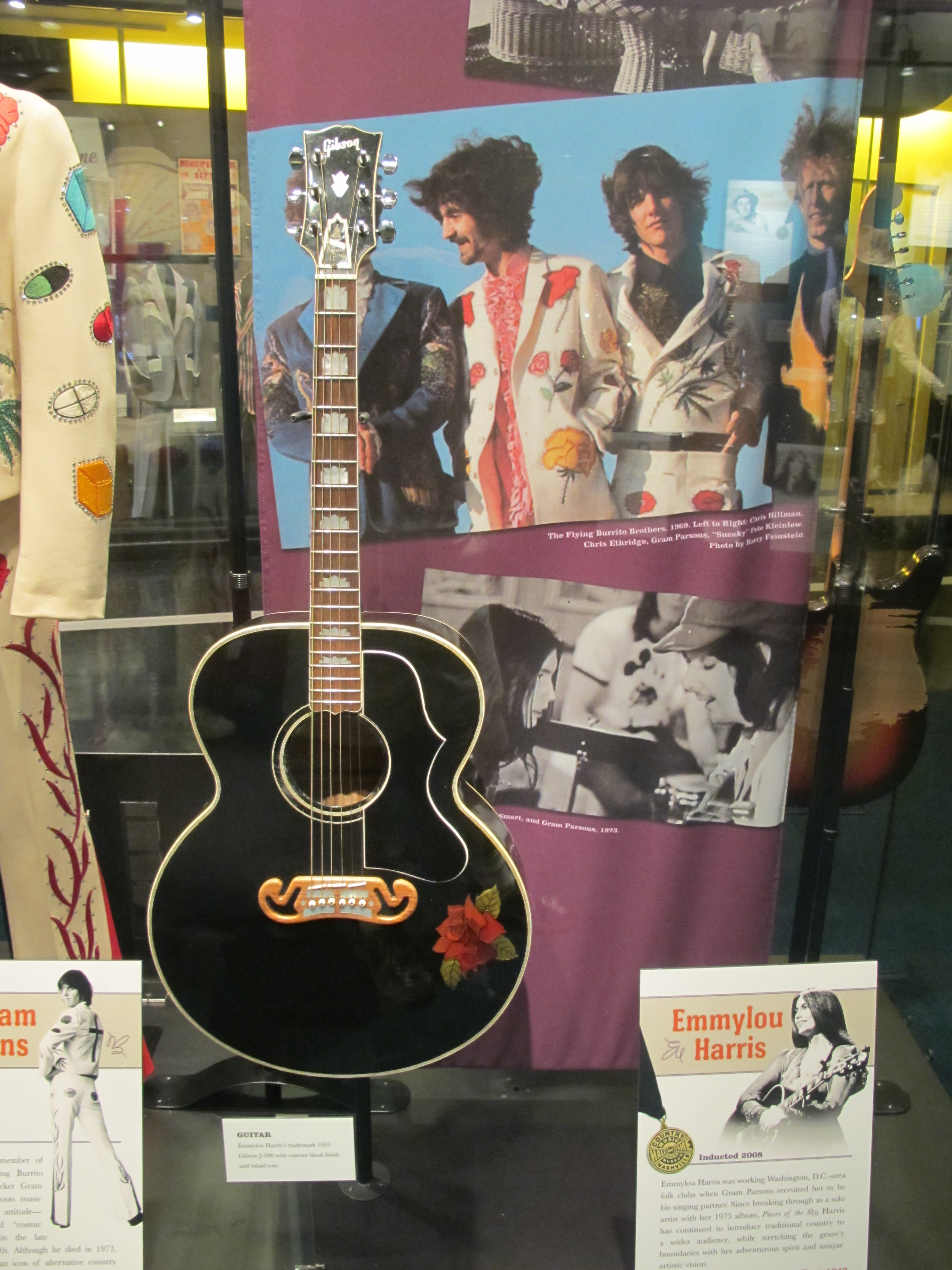
Гитара Эммилу Харрис
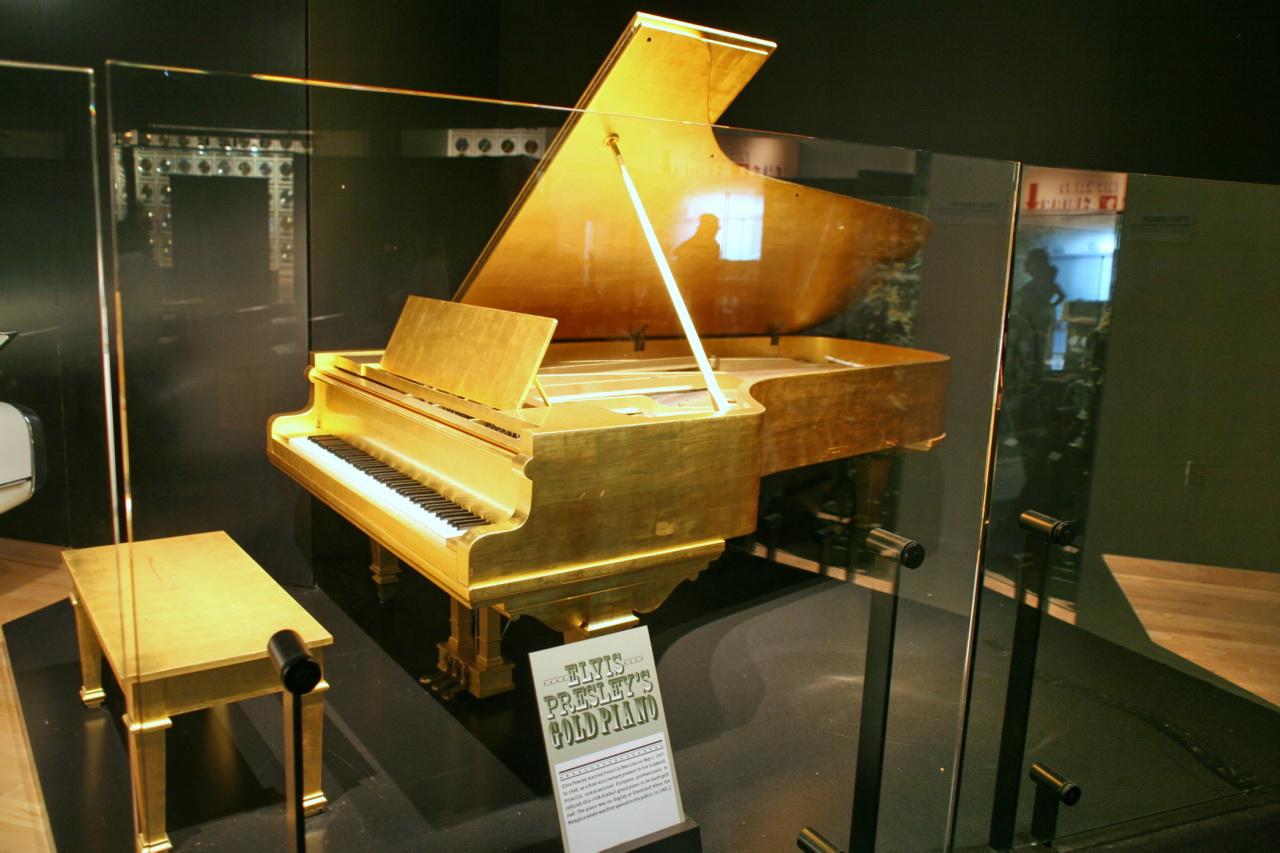
Рояль Элвиса Пресли
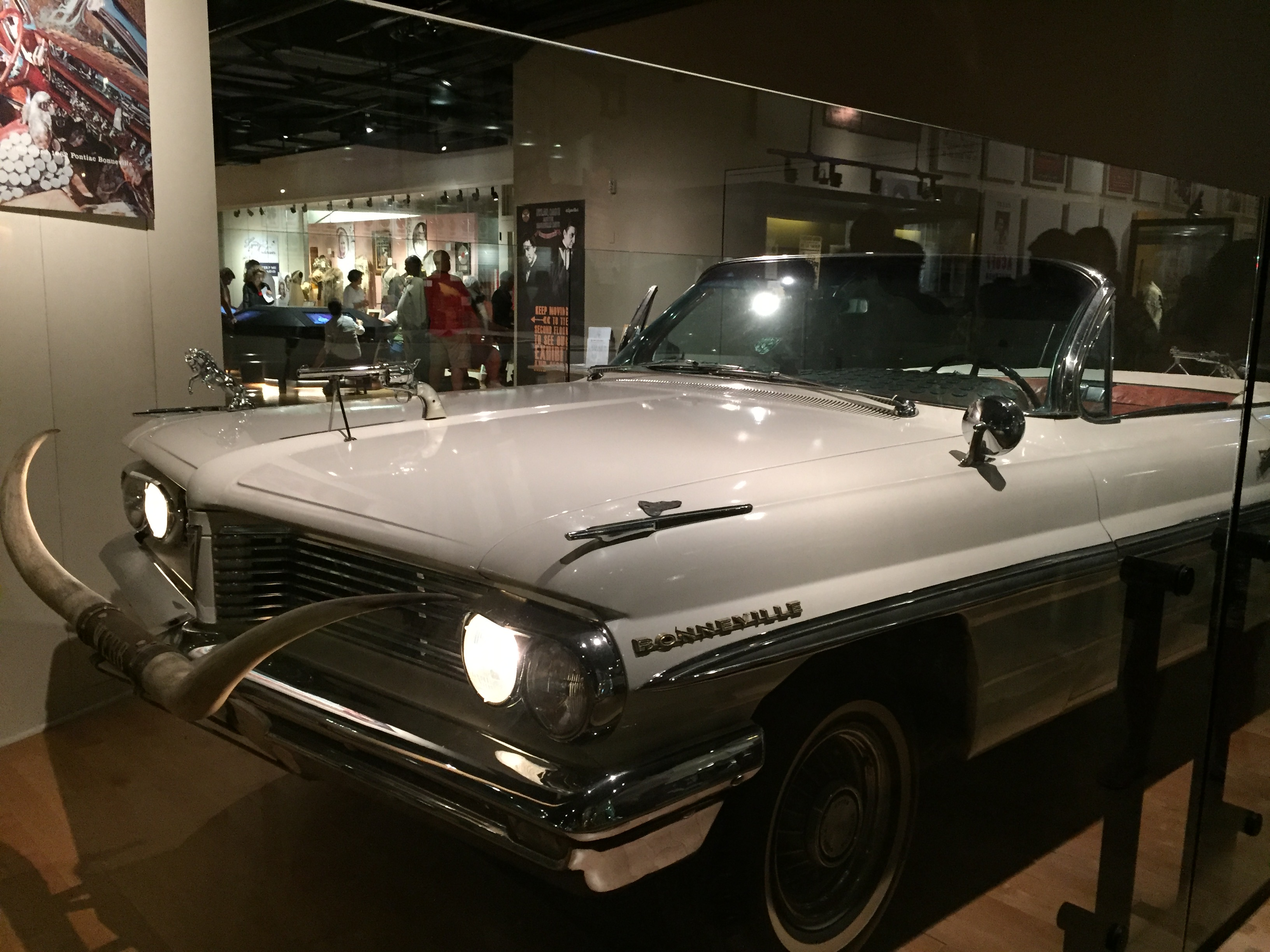
Pontiac Уэбба Пирса
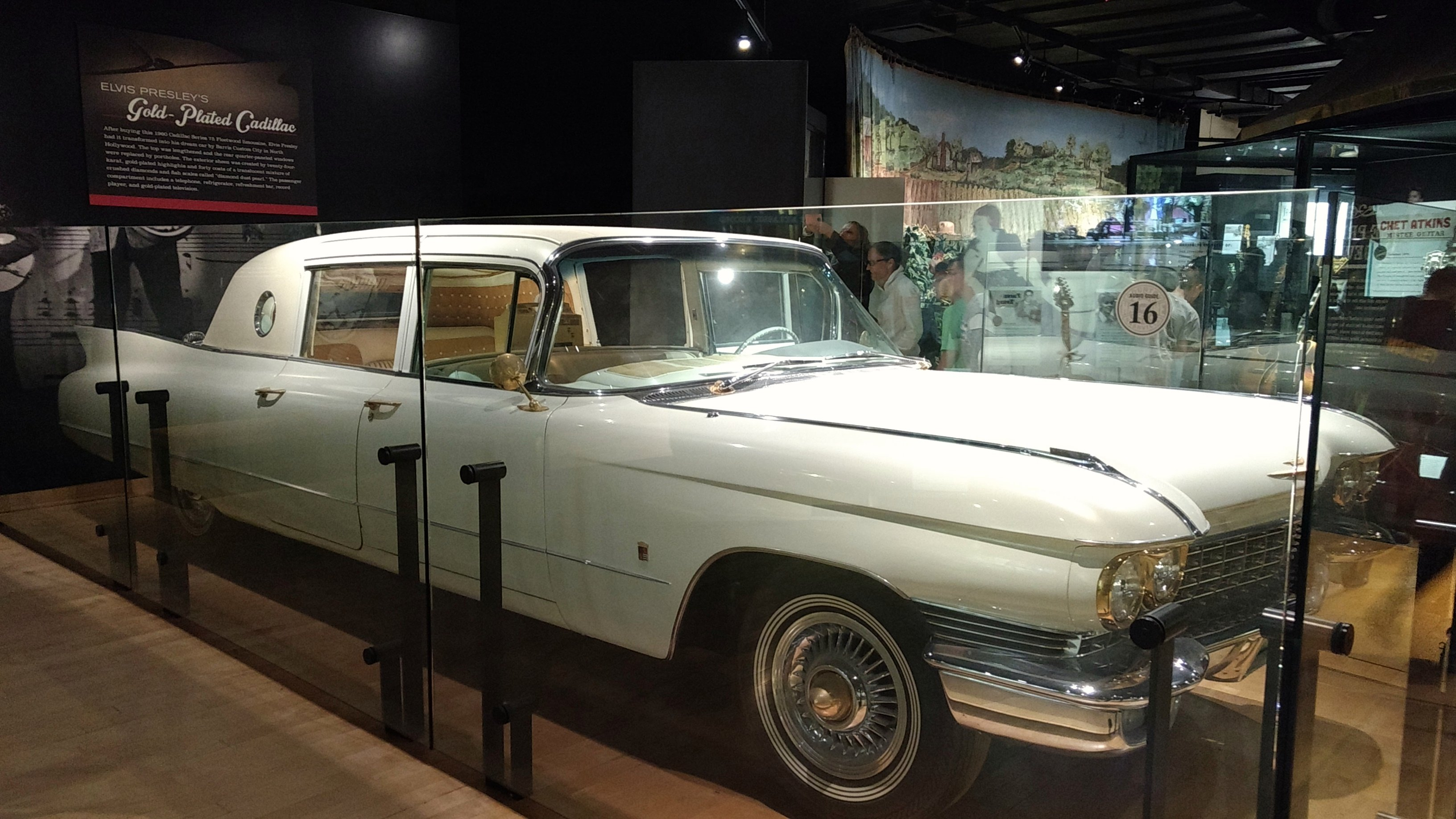
Cadillac Элвиса Пресли
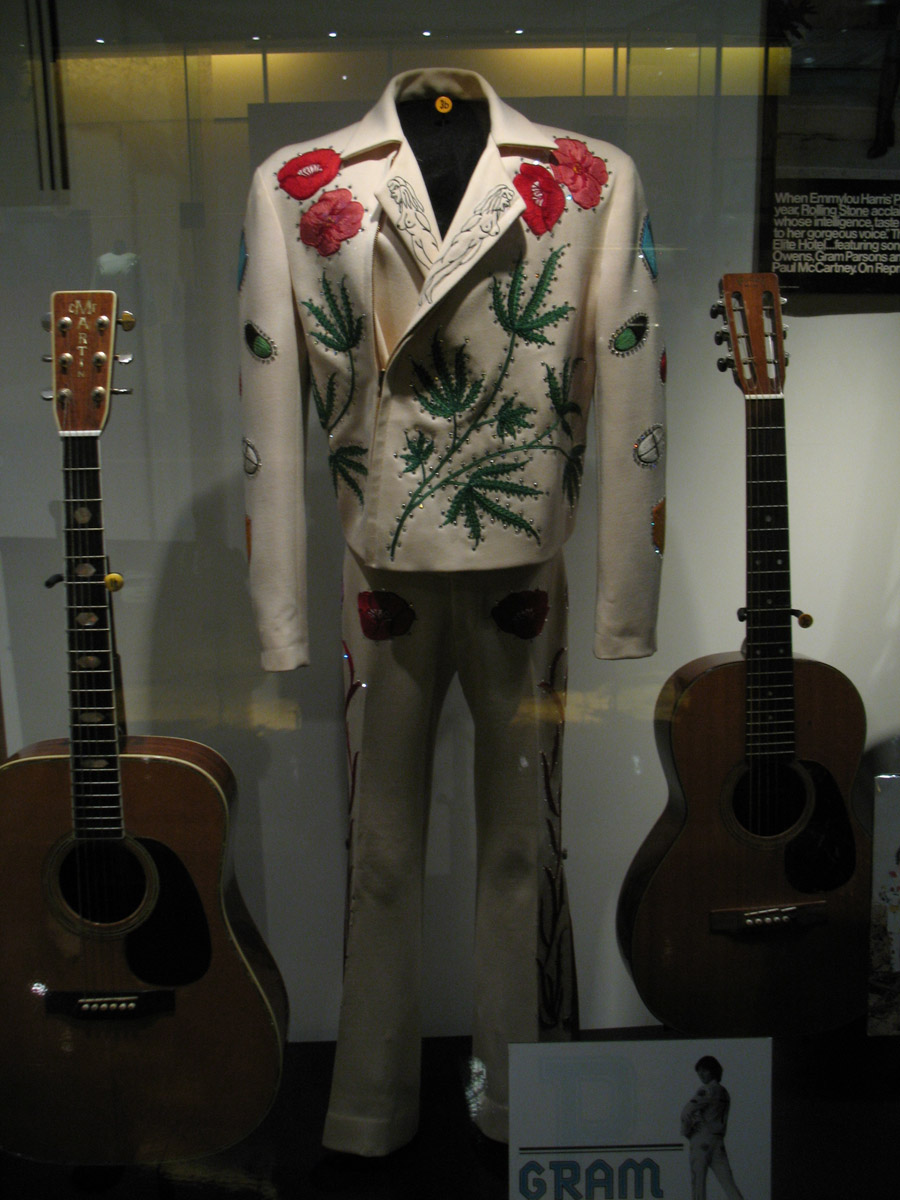
Костюм Грэма Парсонса
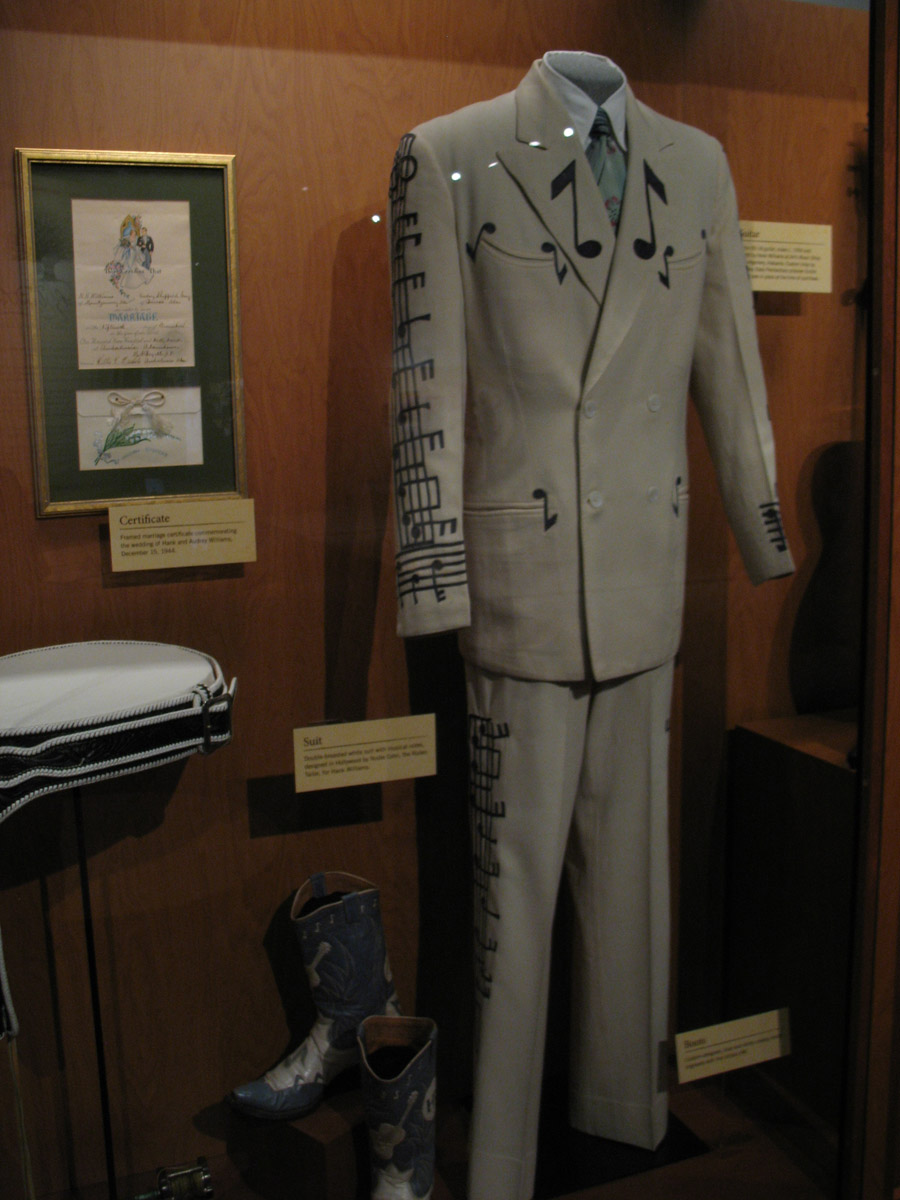
Костюм Хэнка Уильямса
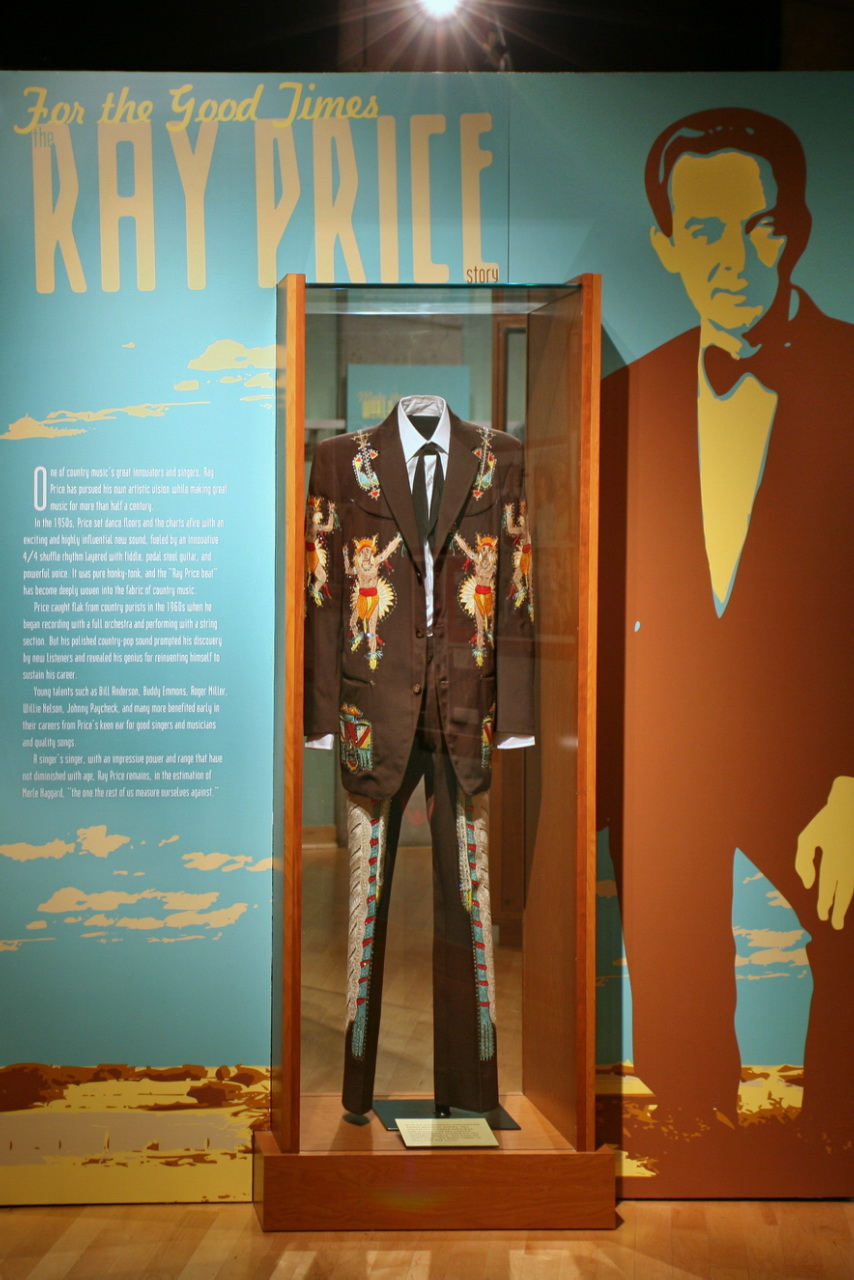
Костюм Рэя Прайса
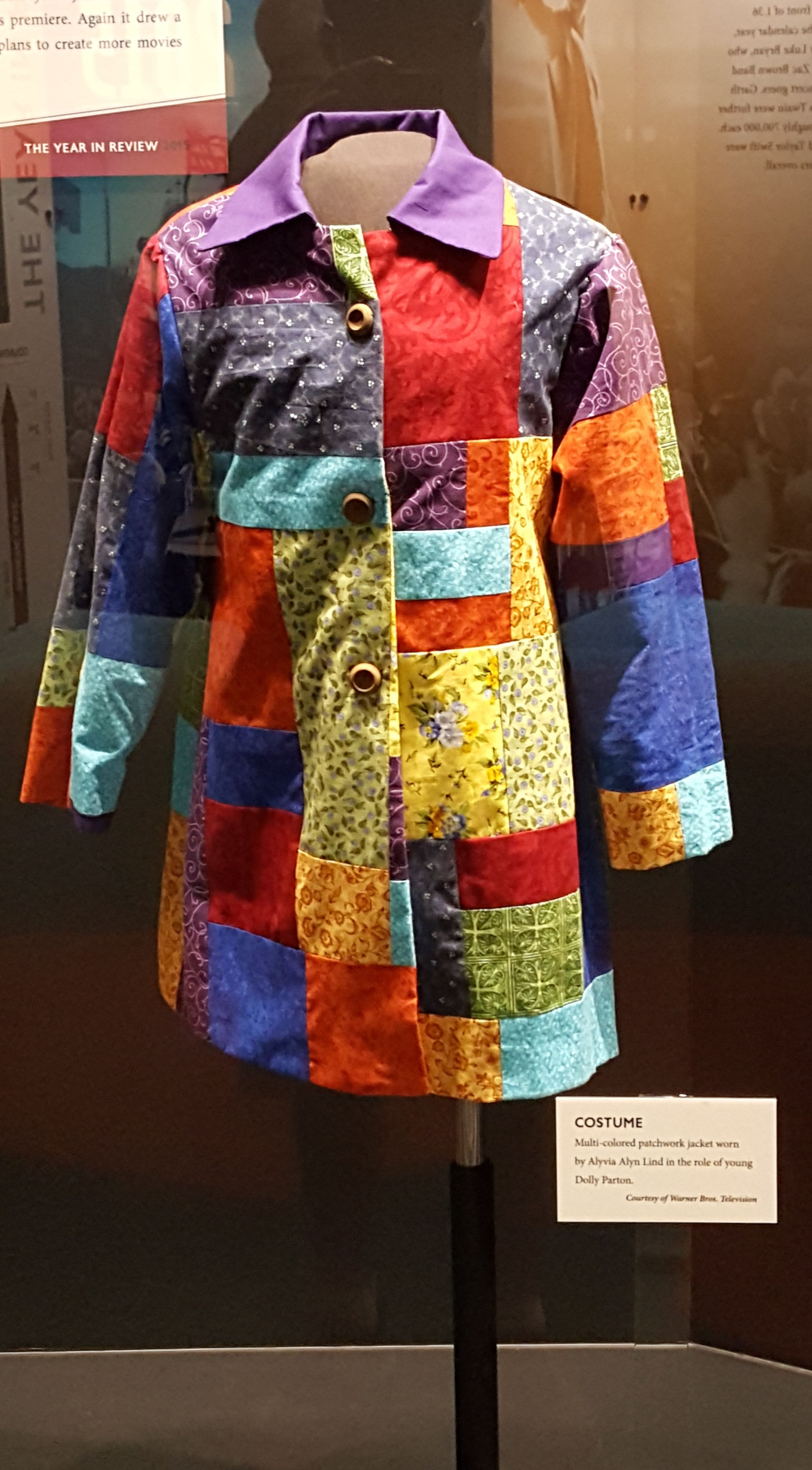
Лоскутное пальто Долли Партон
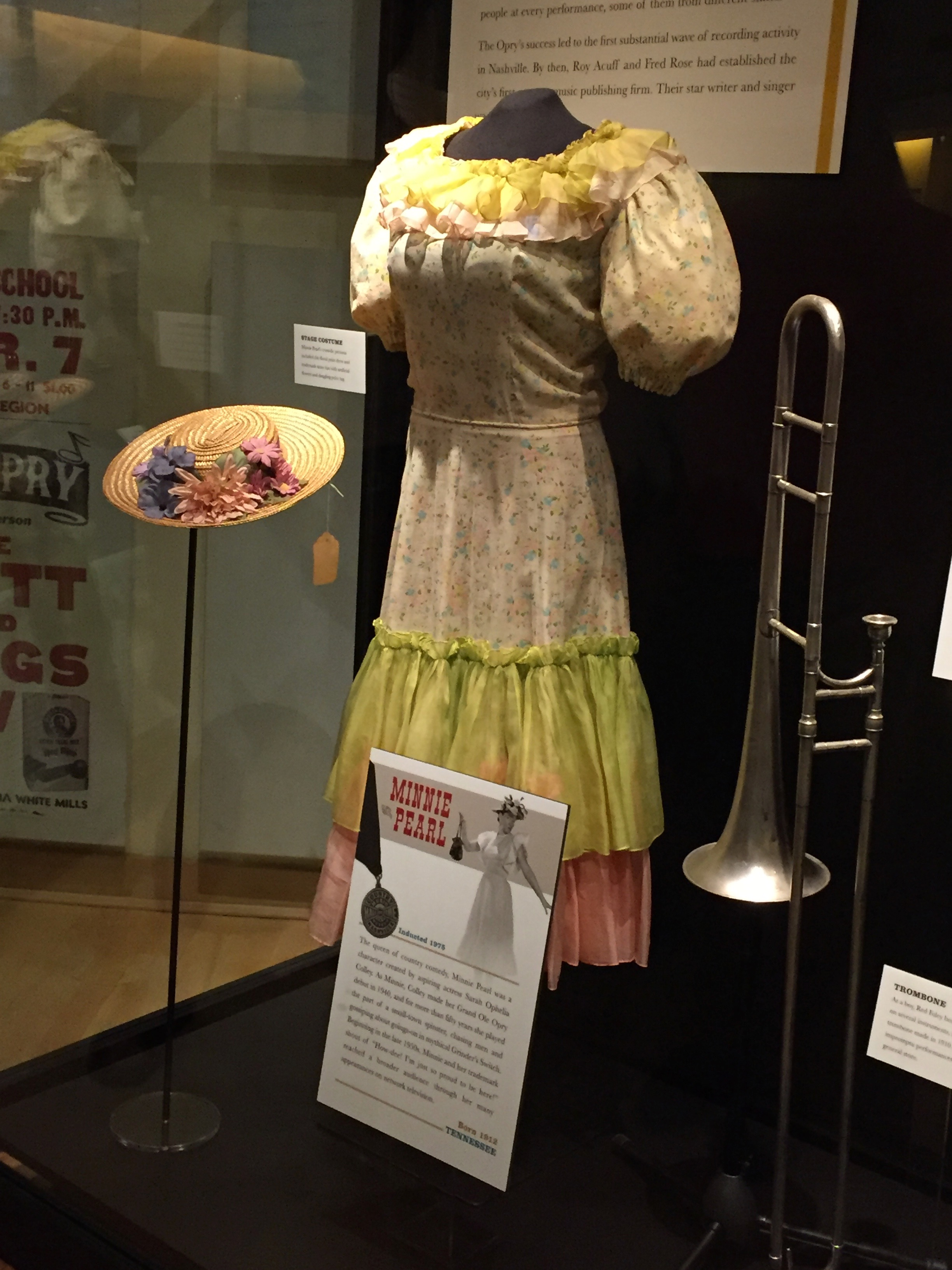
Платье и соломенная шляпа Минни Пёрл
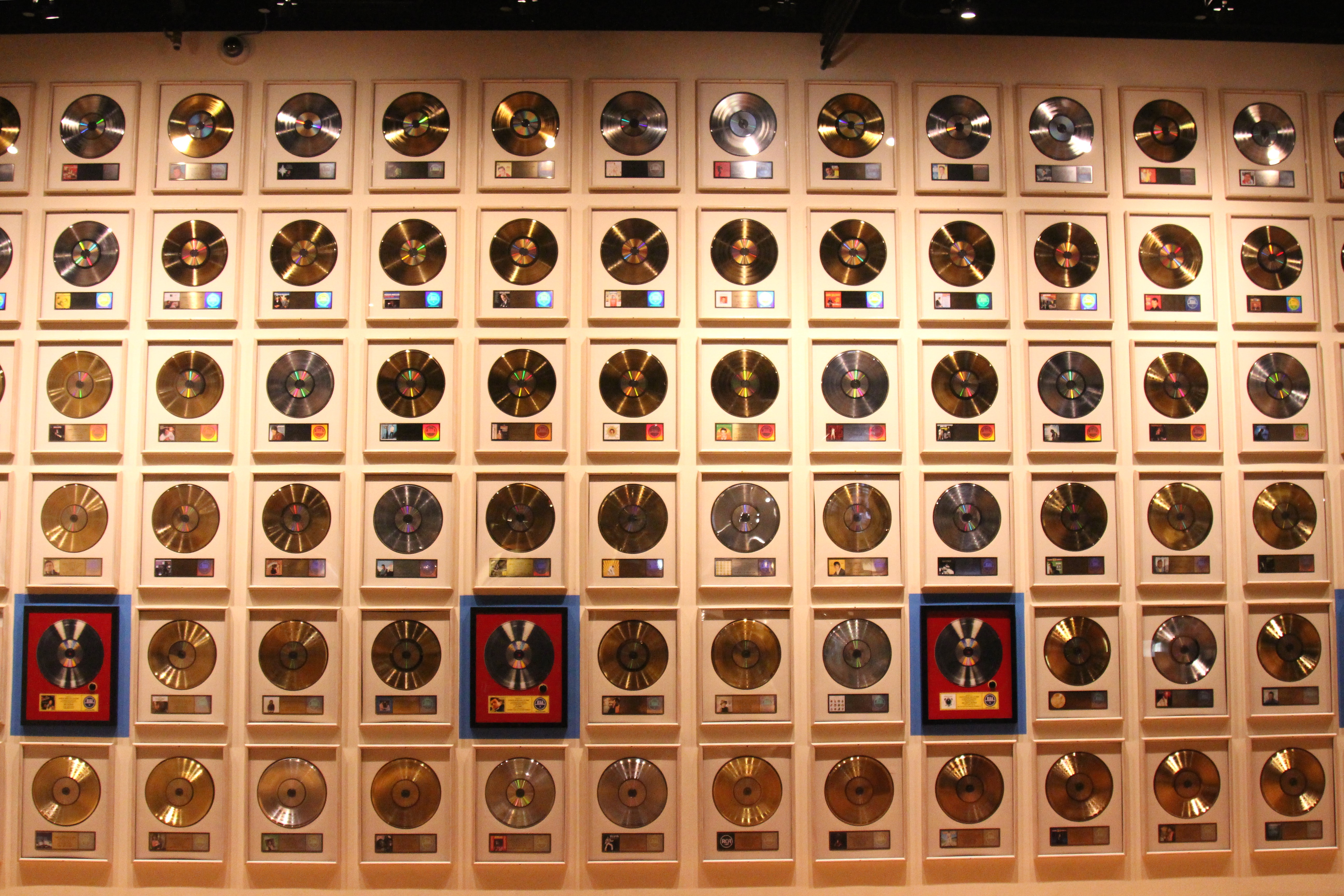
Фрагмент стены золотых и платиновых дисков
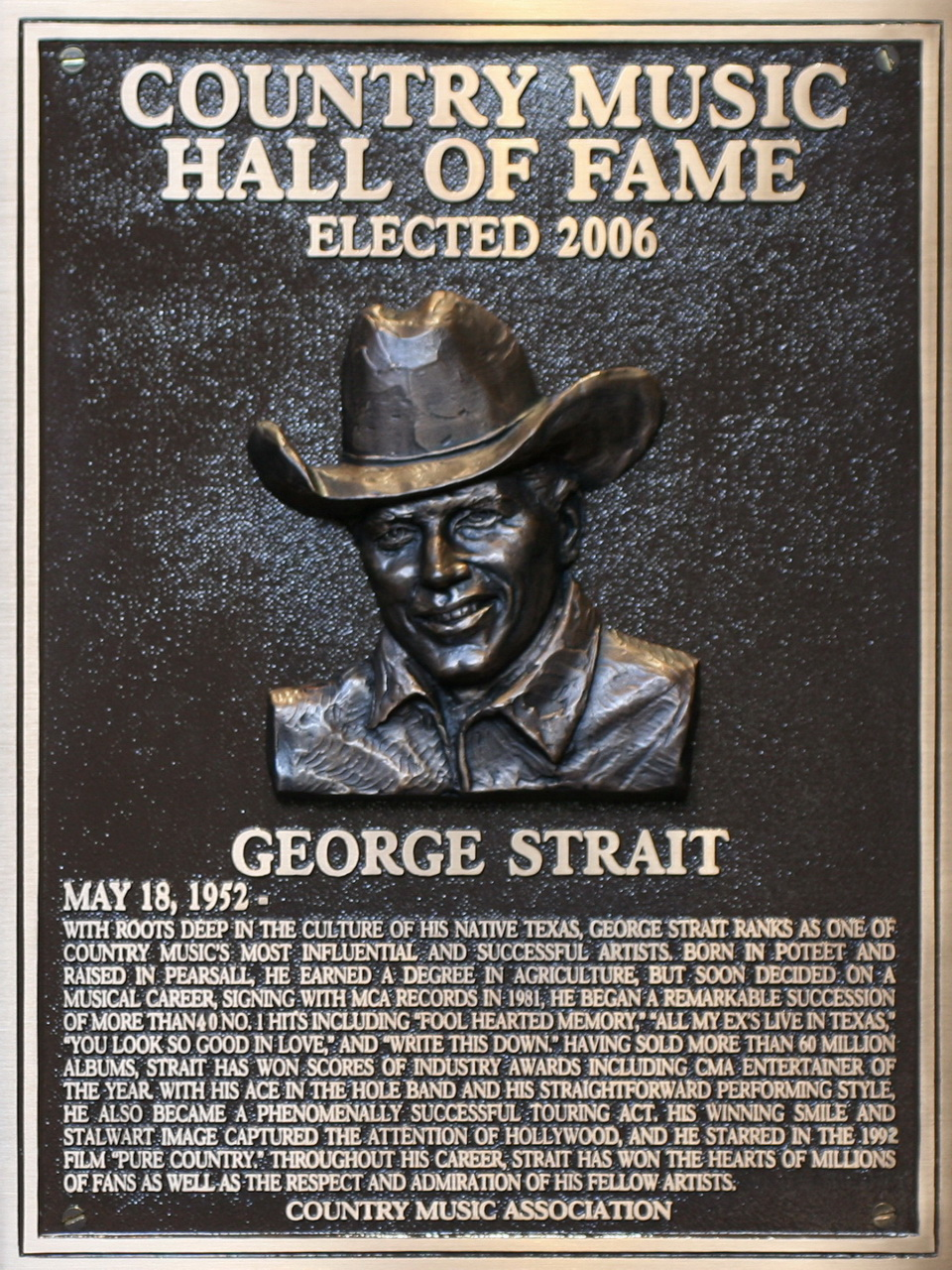
Барельеф Джорджа Стрейта
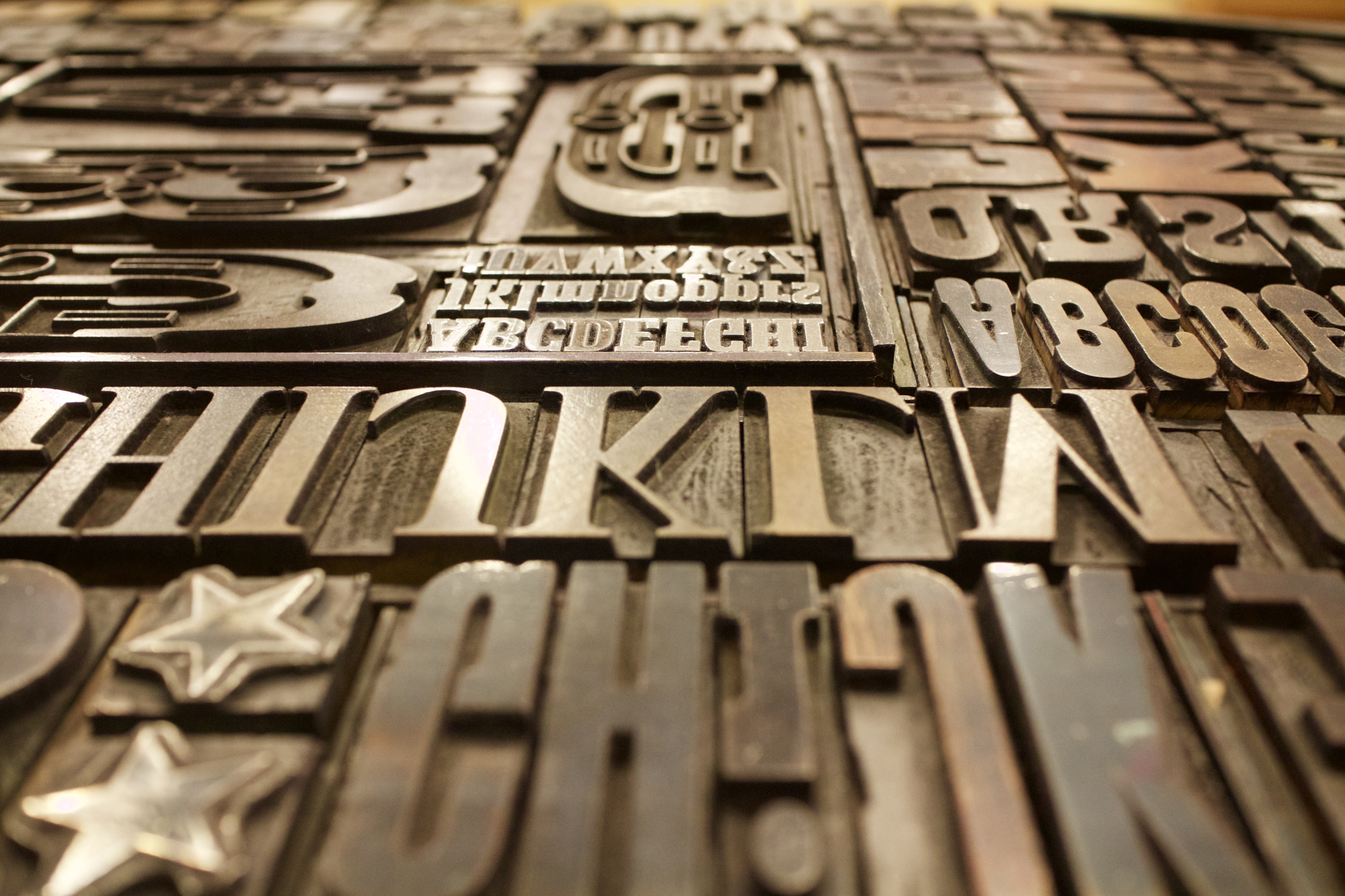
Наборные шрифты типографии Hatch Show Print
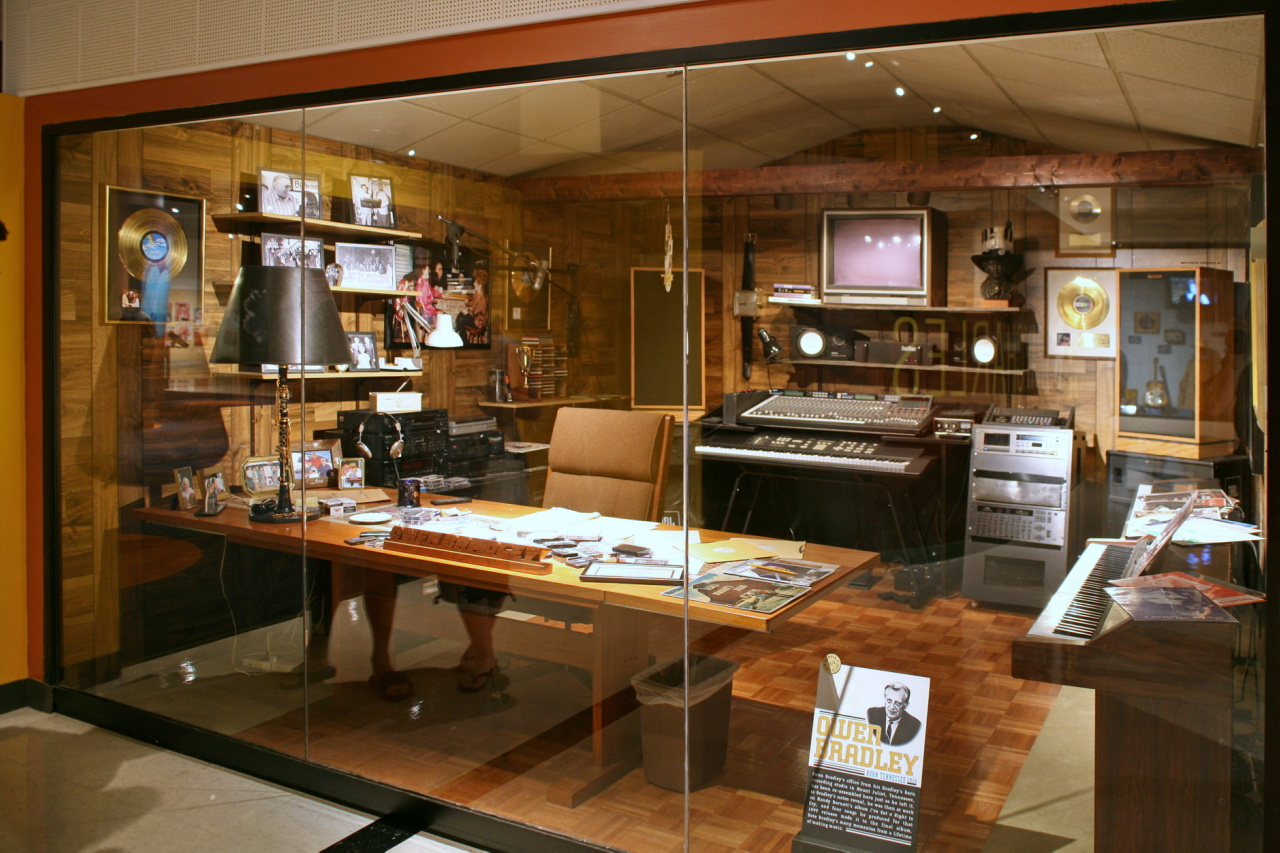
Последняя студия Оуэна Брэдли
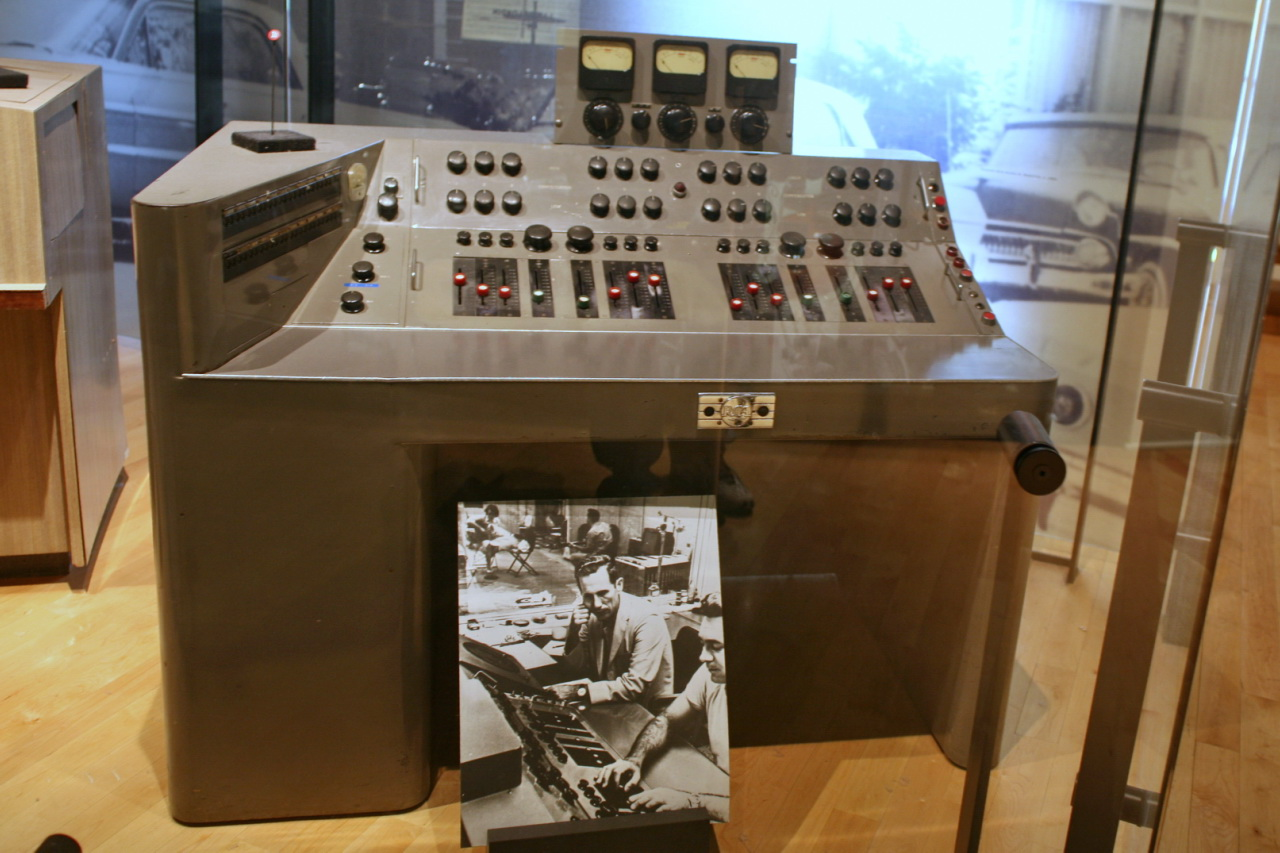
Оригинальная консоль RCA Studio B 1950-х годов
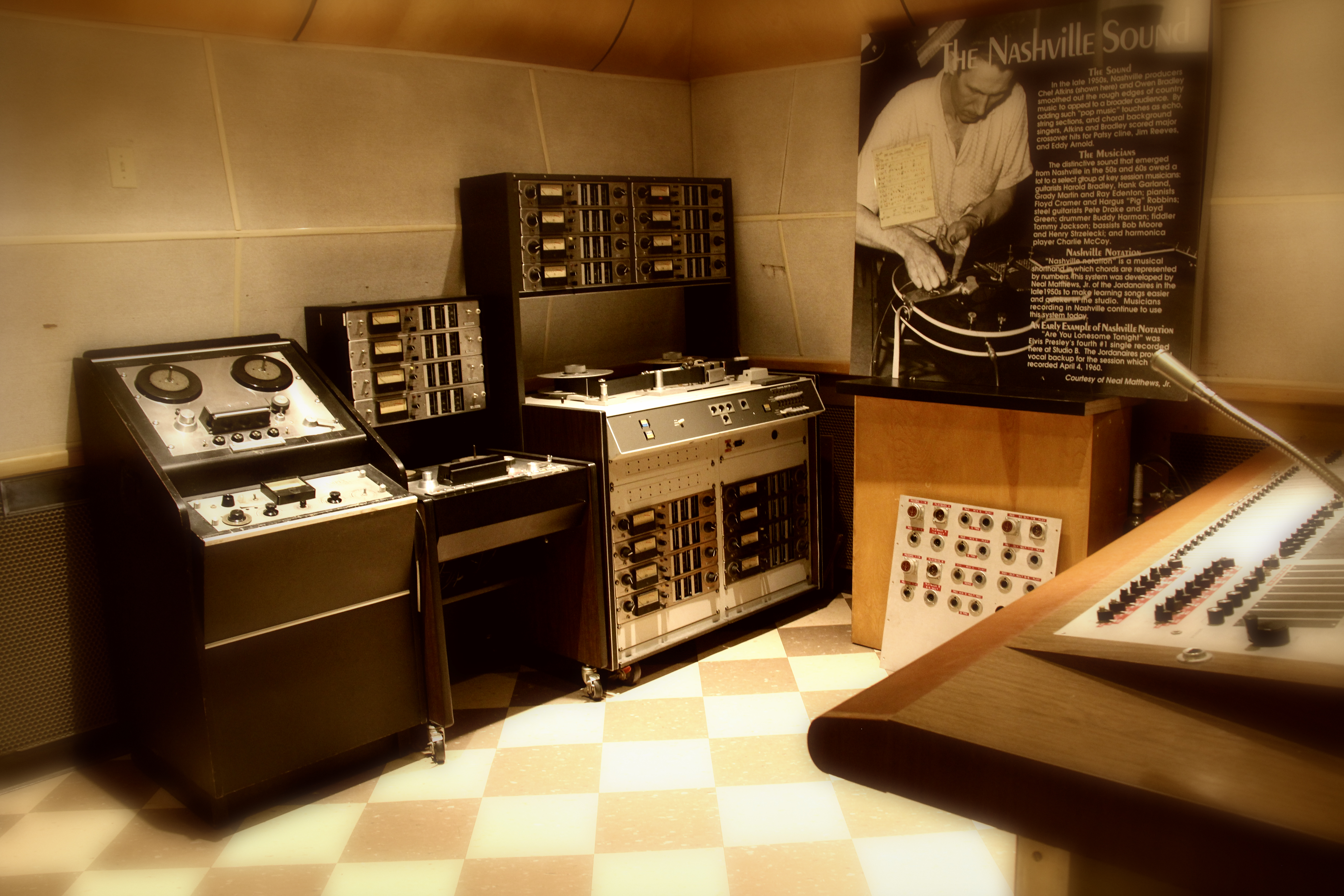
RCA Studio B (оборудование 1970-х годов)
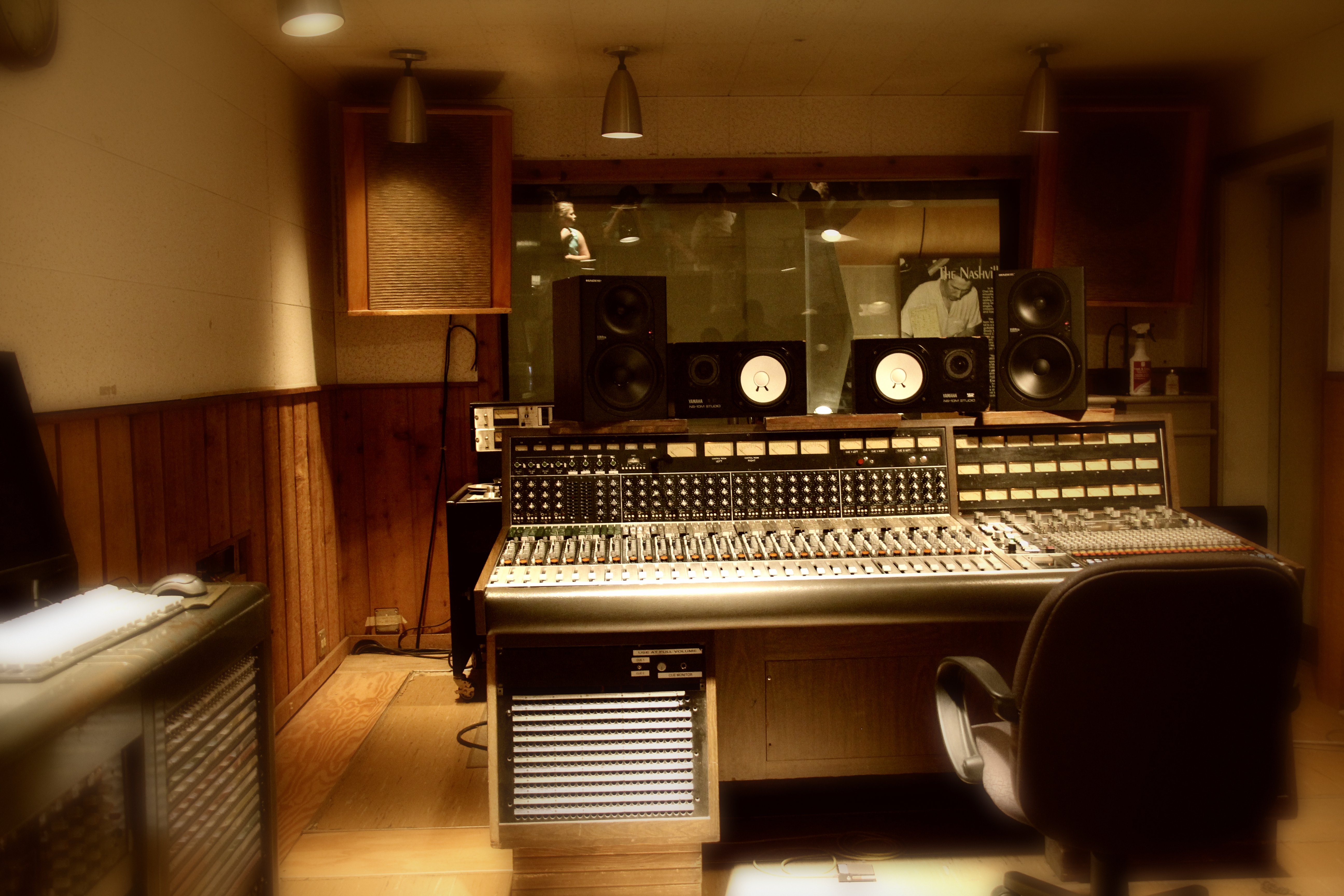
Контрольная комната RCA Studio B (современное оборудование)
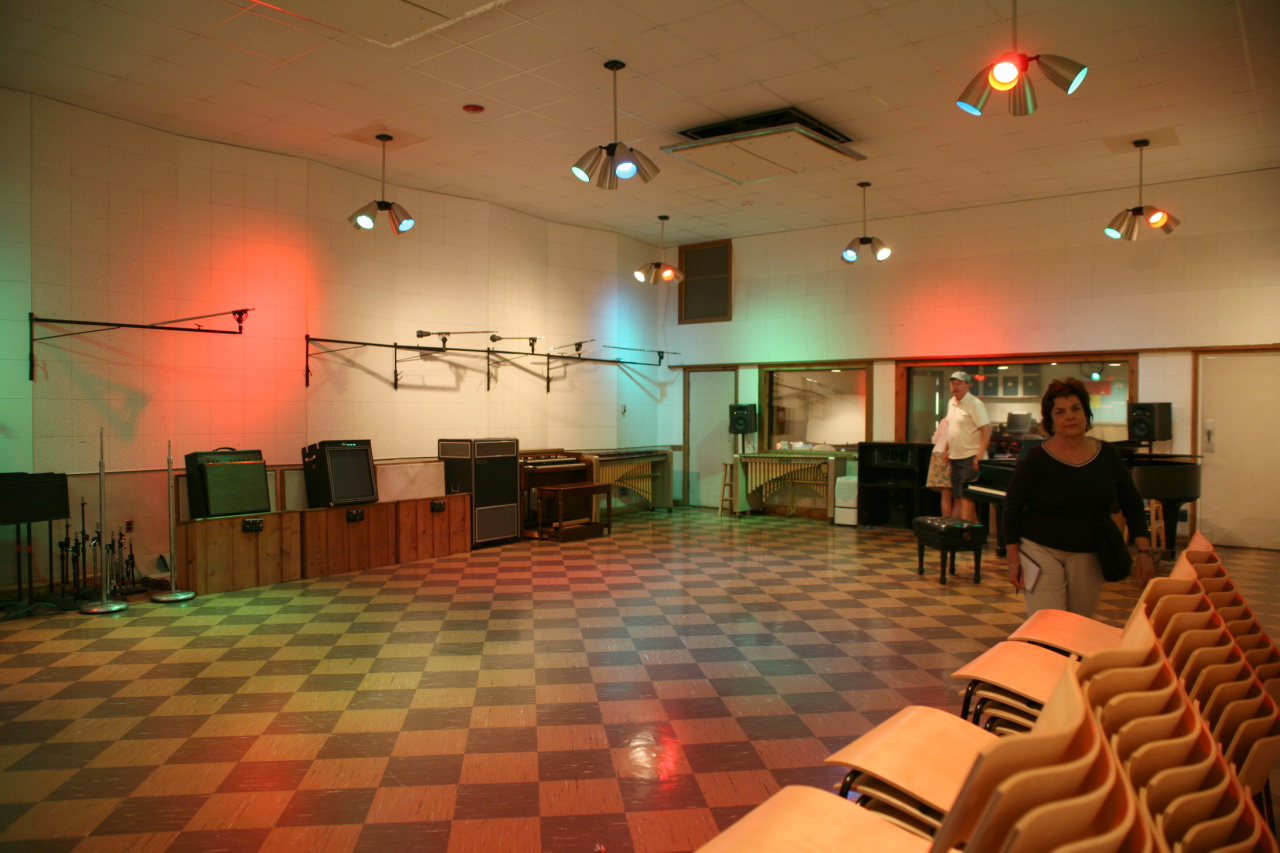
Основная комната RCA Studio B
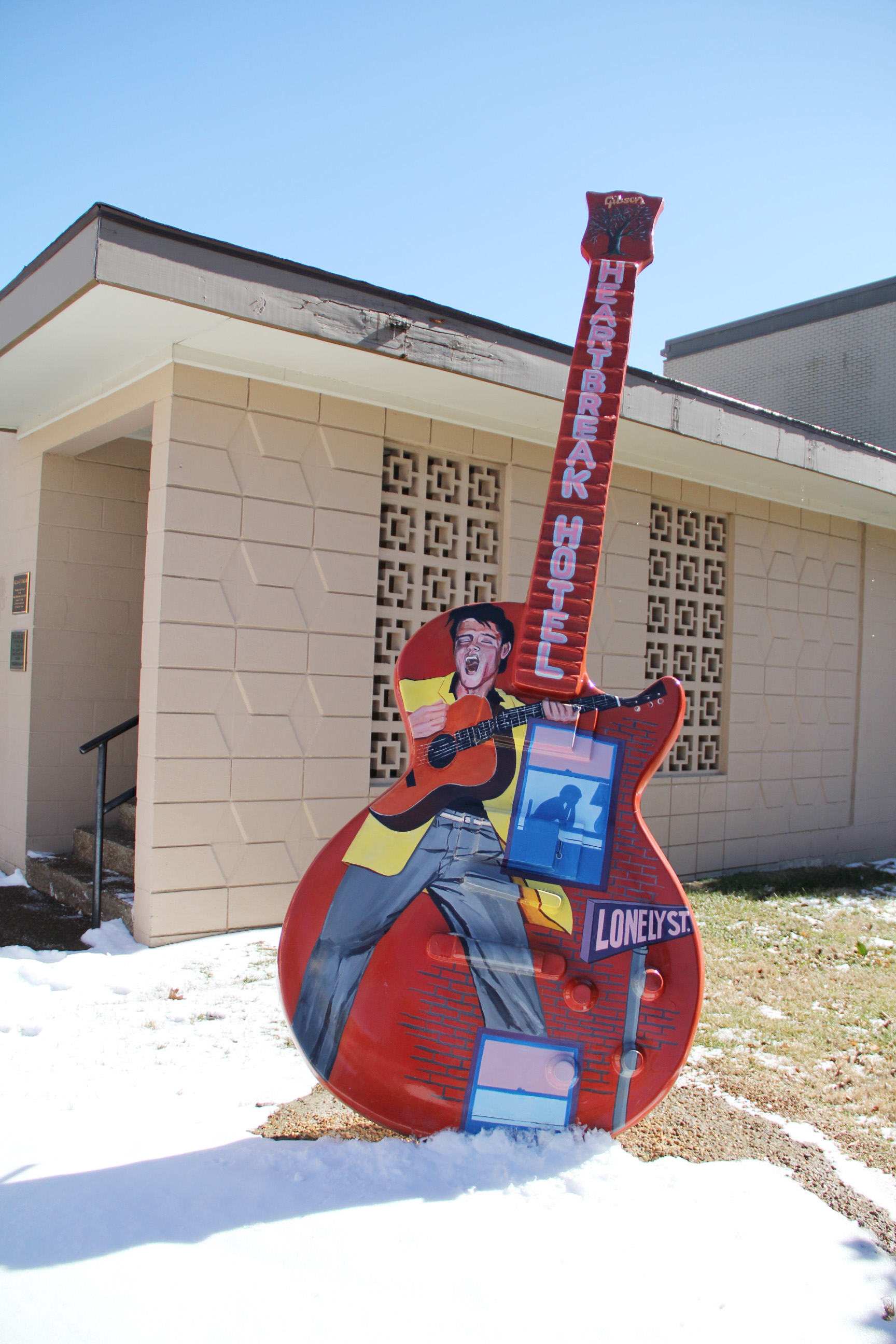
Вход в RCA Studio B

## Полезные ссылки
- Оцифрованный архив библиотеки и медиацентра музея
- Видеоканал Country Music Hall of Fame and Museuam (англ.) на YouTube
- Онлайн-трансляции мероприятий на Vimeo Livestream